# 忍術学園
- 落第忍者乱太郎 > 落第忍者乱太郎の登場人物 > 忍術学園
- 忍たま乱太郎 > 落第忍者乱太郎の登場人物 > 忍術学園

忍術学園（にんじゅつがくえん）は、漫画『落第忍者乱太郎』およびそれを原作としたテレビアニメ『忍たま乱太郎』に登場する忍者の学校である。生徒・教職員の親族に関しては落第忍者乱太郎の登場人物を参照。

## 概要
往年の天才忍者・大川平次渦正が開学。近畿地方のとある山奥にあるという設定。忍者の学校なので、詳しい所在地は秘密というのは建前で、実際には作者が何も考えていなかったらしい。学園の看板は読者に分かりやすいようにという作者の配慮で掲げられたものである。入学試験は存在せず、入学金を支払えば身分を問わず誰でも入学可能である。ただし、卒業試験は存在する。
男子は6学年あり、一学年につき、い組・ろ組・は組の3組で構成されている。一学級に教科担当と実技担当の二名の担任教師がつく。女子生徒は「くの一教室」に在籍し、男子とは別々に授業を受けている。教科書は、男子用の「にんたまの友」と女子用の「くの一の友」がある。
授業内容としては教科担当は忍具の説明や火薬の調合法、忍者の歴史のほかに一般教養の算数や国語なども教え、実技担当は実際に忍具を使った実習やジョギングなどを指導しており、時には合同で授業を担当し社会科見学として合戦場を見学したりと学園外で授業をすることもある。また、教師陣は優秀な忍者たちで山田や日向など戦忍をしていた者も多く教科担当、実技担当問わずその実力は多くの城の忍者からも一目置かれている。
敷地面積は非常に広大で、敷地内には2つの運動場や食堂、浴場、池、忍たま長屋、食料庫、焔硝倉、用具倉庫、学園長の庵などがある。男子とくの一の教室・長屋は隔離されており、男子生徒がくの一の敷地に無断侵入することは禁止されている。ただし、男女共用の施設（食堂など）も存在する。無断外出は禁止されており、規則を破ると罰則がある。また、学園の裏には多くの山々（裏山・裏々山など）があり、近くの森は学園の練習場となっている。
配役の記述は、声はテレビアニメにおける声優、演は実写映画の俳優。

## 下級生

### 一学年
制服の色は水色で、白字の井桁模様が入っている。
学年の中では最も多く登場しており、特に主人公である乱太郎、きり丸、しんべヱの3人は原作・アニメ第1期は毎回揃って登場しているが、アニメ第2期以降は3人が揃って登場しないエピソードもある。年齢は全員10歳。

#### 一年は組
全体的に学業の成績が悪いが、度重なる補習やいつも巻き込まれるトラブルのお陰で実戦経験は豊富なこともあり、クラスの強い絆と団結力でピンチを幾度も乗り越えてきた。学業の成績以外では、上級生を打ち負かすこともあるほか、学園長の思い付きで開かれた競技でも優勝したことが個人含め幾度もある。
当初は9人で、後に喜三太、金吾が転入し総勢11人となる。アニメ版初期には吉松、音吉ともう一人（名前の設定無し）というアニメオリジナル生徒（後述）が存在し、喜三太たちの編入前から総勢12人だった。ただし、花房牧之介が初めて道場破りをした際には三治郎、吉松、音吉、氏名不詳の生徒は戦いに参加していたものの名乗りはしなかった。また、大間締堅蔵が忍術学園にて教育実習の試験を受けている際に山田は1年は組の生徒の人数を数えていたが、10人数えると「あと一人足りない」と言葉にされている。この回では音吉が存在したため、実際は12人いた。第3シリーズから原作通りの11人となる。
学園で起こる厄介事の9割は一年は組と事務員の小松田秀作によるものと学園長の思いつきであると言われている。初期は乱太郎、きり丸、しんべヱ以外はその他大勢という扱いだったが、回を追うごとにどんどん他のキャラクターの個性が強くなっていった。土井の「出席を取るぞー!!」の一声を聞くとどこにいてもすぐに全員集合し、テストと聞くとすぐに散り散りに逃げる。的目掛けて手裏剣を打つと味方に向かって飛んでいくが、適当に打つと的に命中するのが定番。
猪名寺 乱太郎（いなでら らんたろう）
声 - 高山みなみ
演 - 加藤清史郎
本作の主人公。射手座、O型、摂津国出身。保健委員会所属（第24巻第4章のみ用具委員）。苗字は第12巻の質問コーナーで判明。身長136cm、体重30kg（アニメ設定）。
先祖代々三流忍者の家系に生まれ、一流忍者になるために忍術学園に入学した。父・平之介は現役のヒラ忍者、母は元くの一。髪が薄いため髷が結えずぼさぼさ頭。髪色は赤茶色。酷い乱視のため眼鏡をかけているが、この乱視で敵の分身を見破ったり、重なった似顔絵を判別したりする事ができる。100メートルの距離を10秒で走る学年一の俊足で、急ぎの伝令を任されることが多い。また、2メートルの壁を飛び越えるジャンプ力も見せるなど高い身体能力を持っている。「風雲小僧」の異名を持つが、不運な生徒が集まると言われる保健委員会に所属しているため、「不運小僧」とも呼ばれている。絵が得意で似顔絵をよく描く。素直で明るく、人を気遣う優しい心の持ち主だが、それ故によくトラブルに巻き込まれる。
彼と同室のきり丸・しんべヱとは自他共に認める「忍たま3人組」で、しばしば彼らの名前を取って「乱・きり・しん」と呼ばれている。入学式の日、入学金を支払った時が初対面。その時、きり丸がアルバイトで貯めた小銭で入学金を支払うも、誰もいない事を確認しないで入学金の金額分の小銭を袋から勢い良く出してしまい、乱太郎は頭の上から小銭を掛けられた状態で埋もれてしまうアクシデントに見舞われる。勿論、きり丸は謝った。その後にやって来たしんべヱと出会い3人共即意気投合し、友人関係が始まる。3人組のリーダー兼まとめ役として他の2人の暴走のストッパーとなることが多いが2人に加担することも多い。他二人と比べて強烈な個性や弱点は少ないものの、いざという時の閃きは冴えており、主人公らしい機転を見せる。劇場版第2作では怪我をした保健委員長の善法寺伊作の代理を務めたり、戦を止めたエピソードがあり、劇場版の終盤から最後まで巻いていた頭巾は伊作のものである。保健委員長代理の時の姿は頭巾を忍者の頭巾とは大きく異なるバンダナ風の結び方にしており、忍び装束の袖を腕まくりしている。
新学期の登校日、きり丸、しんべヱと待ち合わせして「忍術学園で一番早く登校する」事を提案した事もある 。
アニメ版初期は牛乳、ラジオ体操、巻物が好きというオリジナル設定が存在し、語尾に「〜らん」と付ける口癖があった。また、性格や口調も若干異なり、ドライでフランクかつやや粗野な雰囲気だった。きり丸・しんべヱと共に全裸で路上を走るなど、下品な面もみられた。
好きな言葉は「努力」。2011年にアニメ公式サイトで行われた人気投票「初春の陣」では下級生グループ第2位。
苗字は尼崎市の猪名寺、名前は原作者が乱視であることに由来。一人称は原作では「ぼく」、まれに「わたし」。アニメ版では「わたし」だが、当初は「おれ」とも言っていた。
摂津の きり丸（せっつの きりまる）
声 - 田中真弓
演 - 林遼威
牡羊座、B型、摂津国出身。図書委員会所属（第24巻第4章のみ用具委員）。苗字は無い事が第12巻の質問コーナーで判明。身長140cm、体重34kg（アニメ設定）。
戦で村を焼かれて家と家族を失い天涯孤独になった後、忍術学園に入学。学費と生活費を稼ぐため日夜アルバイトに勤しみ、逞しく生きている。入学金も全て自分の稼いだ小銭で支払った。入学前には合戦場で弁当売りをしていた事もあった。第2巻で開かれた武道大会で優勝した経験もある。自称天才アルバイターであり、授業や実習中であっても何かにつけて金儲けをしようと企み、商業に関する知識もかなり豊富である。
異常なドケチで一度掴んだ物は放さず、捨てられても取りに行く。小銭の落ちる音を聞くと凄まじいスピードとパワーで小銭を拾いに行く。数キロ先にある小銭を発見したり、音や臭いでその真贋を判別でき、銭の単位がつけば8桁の掛け算も暗算でこなすなどの特技を持ち、原作では自称そろばん三級。「タダ」「安い」「あげる」「金」などの言葉に弱く、逆に「損」「払う」などの言葉には拒絶反応を示す。
常に一言多いのが欠点で、たびたび余計な事を口走っては鉄拳制裁を喰らう。自分がドケチであることを誇りに思っており、土井から「自分の命と銭、どっちが大事なんだ!?」と聞かれ「銭」と即答して激しく怒らせた。
戦で家を焼かれた事実は、第2巻で山田が乱太郎に説明する際に初めて言及されている。過去に同じ境遇を体験している土井が保護者代わりになっており、長期休暇中は土井宅に居候して引き受けたアルバイトを強引に手伝わせている。また、アニメ版では日銭屋おりんをドケチの師匠として尊敬しているとされている。
かつて自身が戦災孤児だったことや日々のアルバイトの経験、他のは組の生徒と同様に妙な事件に巻き込まれていることなどから学年の生徒の中で最も実戦経験が豊富であり、鋭い推理力と理解力、聴力を併せ持っている。また、お金の問題が話の中に絡むと様々な知識や驚くべき知恵や才能を発揮する。実戦経験の豊富さとお金に対する執着心から商才に優れており、地頭も良いため、作戦面では何かと頼りになる存在である。
一年は組の忍たまの中で特に壮絶な戦災孤児という過去を持つ一方、普段はそれを全く感じさせない明るい性格である。自身の過酷な生い立ちを感じさせる一言を呟くことも稀にある。
名前の由来は気性が錐のように尖っていることから。しかし巻数を重ねるにつれて次第に角が取れ、連載初期に比べると性格は丸くなってきている。一人称は「おれ」、目上の人に対しては「ぼく」。愛称は「きりちゃん」。2011年にアニメ公式サイトで行われた人気投票「初春の陣」では下級生グループ第1位。原作では黒髪だがアニメ版では藍色で、首にはスカーフを巻いている。
福富 しんべヱ（ふくとみ しんべえ）
声 - 一龍斎貞友
演 - 木村風太 → 神月朱理（実写映画版第2作目）
牡牛座、A型、堺出身。用具委員会所属（第24巻第4章のみ図書委員）。苗字は第12巻の質問コーナーで判明。身長125cm、体重67.5kg（アニメ設定）。
おっとりのんびりとしており、人を疑うことを知らない天真爛漫な性格。実家は堺の大貿易商「福富屋」。父と母、5歳の妹カメ子を家族に持つ。アニメ版では10歳にして相思相愛の恋人・おシゲがいる。
機敏さを身につけるため、父親の意向で忍術学園に入学した。裕福な家の生まれのため庶民の生活を知らず浮世離れしたところがあり、時にクラスメイトたちから僻まれてしまうこともある。趣味は寝ること、食べること。大食漢で何でも食べるが、ワカメだけは苦手（食堂のおばちゃんのお陰で現在は克服している）。長期休暇の度に食べすぎるせいで体重が増える。
水に潜れない（浮いてしまう）、足が遅い、秘密の話をうっかり喋ってしまうなど弱点も多いが、反面人当たりが良く他人に警戒心を抱かせないタイプでもあり、「順忍」の素質があると評価されたこともある。たいへんな怪力で、ものすごい石頭。鼻炎気味だが犬より優れた嗅覚を持ち、鼻水は時折武器としても使われる。アニメ版では鼻水でいくつか曲芸を披露している。また、実戦においては咄嗟の場面で機転が効いた行動をすることもしばしばある。
耳垢が溜まりやすい体質で人の言葉を聞き間違うことが多く、時折土井が耳掃除をして大量の耳垢を出している。髪の毛は水にぬれると鉄より硬い剣山状になってしまうため、リンス（馬の餌である大豆の煮汁で作られた液体）が欠かせない。歯も丈夫で、振り下ろされた刀の刃を噛んで受け止め離さず最後に刃を折ったこともあるほど。分からないことがあると目と目が離れる癖がある。ごくまれにしっかり者になったり頭が冴えたりすることもある（ただし大体は熱がある時である）。アニメ第6期で食堂のおばちゃんの「お残しは許しまへんでぇー」を勘違いして魚の骨や頭・梅干しの種などの硬い部分も食べており、そのことをおばちゃんが笑ったことに憤慨して学園を飛び出したこともあったが迷子になって戻って来ておばちゃんとも和解する。
一人称は「ぼく」。名前の由来は室町時代の御伽草子絵巻福富草子（ふくとみのそうし）。
黒木 庄左ヱ門（くろき しょうざえもん）
声 - 摩味（第1期 - 第11期、映画版第1作）→東サオリ（第12期 - 、映画版第2作・第3作）
演 - 近藤那由汰
天秤座、A型、京都洛北出身。学級委員長委員会所属。苗字は第30巻で判明。忍たま長屋では伊助と同室。
一年は組の学級委員長。実家は炭屋（苗字の「黒木」は上質な木炭の事）。忍者マニアの祖父と赤ん坊の弟・庄二郎がおり、休暇中はよく弟の面倒を見ている。第48巻にて両親が初めて登場した。趣味はお茶。
成績優秀で、一年は組の11人の総合点が100点だったときそのほとんどを占めていたことがある。は組のみんなと同様に成績が悪い扱いのときもある。
常に冷静沈着。「は組の頭脳」と呼ばれ頼りにされている一方、あまりに冷静すぎてクラスメートたちから「庄ちゃんあいかわらず冷静ね」とツッコミを入れられるのが定番。しかし他のクラスメイトと大差ないボケっぷりを見せたり感情を顕にすることも少なくない。アニメ版では原作よりも繊細でやや融通のきかない性格に描かれており、学級委員長としての職責に思い悩むシーンがたびたび見られる。なお、アニメ版初期は現在よりフランクな口調だった。
頭の回転が速いため、悪気なく他人のセリフにかぶせて先にその内容を喋ってしまうことがままある。アニメ設定では将来、唐・天竺・南蛮への留学を考えている。夢は「打倒一年い組」だが、い組の方があっているかもしれないと思ったこともある。また、一年い組の学級委員長・彦四郎とは学級委員長仲間であるためか仲が良い。
一人称は「ぼく」もしくは「わたし」。アニメ版初期は「おれ」とも言っていた。2011年にアニメ公式サイトで行われた人気投票「初春の陣」では下級生グループ第5位。
つどい設定では、忍術学園卒業後は海外留学を経験し教師を目指すとされている。
二郭 伊助（にのくるわ いすけ）
声 - 佐藤智恵、鈴木富子（第2期第46話）
演 - 宇佐美魁人
乙女座、AB型、河内国出身。火薬委員会所属。苗字は第31巻で判明。
実家は染物屋。よく気がきく性格で、アニメ版では特に片付け・掃除が得意とされている。ミーハーな面がしばしば見られる。同室の庄左ヱ門と仲が良く友達思い。原作第33巻で庄左ヱ門がさらわれた時は人格や人相が変わるほど心配し、救出にあたって大活躍した。また、ホウキタケ城の抜け忍・早すぎた天才の元に助手として単独潜入し調査をするなど、普段は大人しいがいざという時は意外な大胆さを見せることがある。
初期は前髪が無かったが、のちに前髪が描かれるようになった。アニメ版では白目が描かれていたこともあった。同じ火薬委員の三郎次からしょっちゅう意地悪されている。アニメ設定における将来の目標は、忍者服の新しい染め方を学ぶこと。アニメ第2期では実技授業で失敗したことにより自信をなくしホームシックに陥ってしまい、それをクラス全員に蔓延させてしまうが、食堂のおばちゃんのおやつによって全員回復した。
一人称は「ぼく」。名前の由来は風魔忍者・二曲輪猪助。
笹山 兵太夫（ささやま へいだゆう）
声 - むたあきこ、江森浩子（第1期代役）
演 - 野間斗晴
乙女座、O型、丹波国出身。作法委員会所属。苗字は第31巻で判明。
実家は武家。からくり作りが大好きで、忍者としての勘を磨くため同室の三治郎と共に部屋のあちこちに様々な仕掛けを作り上げている。からくりの腕は六年生の立花仙蔵も認めるほどだが、訪れた者たちは必ず仕掛けに嵌まり酷い目に遭う。性格はやんちゃで皮肉屋、ちょっぴり強情。きり丸同様一言多い。怖いもの知らずで決断力がある。
アニメ版では、第11期にて学園長の許可を得て忍術学園の地下に大規模なからくり部屋を作っている事が明らかになった。第24期では三治郎と共に学園近くの荒れ屋敷を改造してからくり屋敷を作り上げたことがある。将来の夢は忍術学園の教師になること。原作では鼻が描かれておらず、丸顔で幼い印象の顔立ちだが、アニメ版は面長で鼻が描かれており黒目がやや大きく、は組の中では背が高い。髪色も原作では黒、アニメ版では茶色。
一人称は「ぼく」。名前の由来は甲賀忍者・望月兵太夫。
夢前 三治郎（ゆめさき さんじろう）
声 - 江森浩子 、峰あつ子（第2期代役）
演 - 小林海人
蟹座、A型、播磨国出身。生物委員会所属（元用具委員）。苗字は第31巻で判明。
父は山伏で、休暇中は一緒に修行をしている。優しい性格でいつも笑顔。山伏修行により体が鍛えられており、鋭い観察力と乱太郎に次ぐ足の速さを持っている一方、左門や三之助ほどではないものの方向音痴という弱点がある。喜三太同様漢字にも弱い。同室の兵太夫と共にからくりを作るのが趣味。きり丸や兵太夫が一言多い発言をしている際に笑っている事が多いためよく巻き添えで鉄拳をくらい、「何で僕まで」と抗議すると「顔が笑っていた」と返されるのが定番。
アニメ版初期はセリフがあまりなく無表情だったが、近年は常に笑ってばかりの明るい自分は忍者に向いていないのではと悩んだり、自分よりも足の速い乱太郎にライバル意識を抱くなど、自身の特性に関するエピソードが何度か掘り下げて描かれている。
一人称は「ぼく」。苗字の由来は兵庫県の夢前川。
加藤 団蔵（かとう だんぞう）
声 - 江森浩子、嶋村カオル（第4期第6話）
演 - 大島璃生
獅子座、B型、近江国出身。会計委員会所属。苗字は第31巻で判明。虎若と同室。
おおざっぱだが男らしい性格のしっかり者。父の飛蔵は馬借の親方をしており、自身も馬術が得意。実家のある加藤村では「若旦那」と呼ばれている。私服は袴を穿かず袖をまくった馬借スタイル（袴は一応持ち歩いている）。愛馬の名前は「能高速号（アニメ版では「肥満コレステロール2号」）」。家業の関係で馬を連れて登場することが多く、運んでいる荷物に関するトラブルにしばしば巻き込まれる。第14巻で実家の詳細が描かれた。
苦手科目は国語で、字が汚い。アニメ版では庄左ヱ門と並ぶは組のリーダー格として描かれることが多い。アニメ版初期のキャラクターデザインはつり目できり丸と似ている。第1期では第47話だけ現在のような白目のない丸い目に描かれていた。髪の色はアニメ版では桃紫、原作では黒髪。
映画版第1作では主役となっている。
従来の一人称は「ぼく」、アニメ版（第21期）、第44巻以降「おれ」になったが、目上の人に対しては「ぼく」。名前の由来は加藤段蔵。2011年にアニメ公式サイトで行われた人気投票「初春の陣」では下級生グループ第3位。
佐武 虎若（さたけ とらわか）
声 - 小林優子、高乃麗（第2期代役）、江森浩子（第2期第117話・第118話）、志乃宮風子（第3期第82話）
演 - 髙木鈴太朗→大八木凱斗（実写映画2作目）
魚座、A型、紀伊国出身。生物委員会所属（元用具委員）。苗字は第31巻で判明。団蔵と同室。
父の昌義は傭兵集団・佐武鉄砲隊の頭領。火縄銃の名手である山田の指導を受けるために忍術学園に入学した鉄砲マニア。大好きな火縄銃を持つと顔つきが変わる。重い火縄銃を扱うための筋トレを毎日欠かさない努力家で、約7kgの銃を軽々と持ち上げることができる。火器類に詳しいが、基礎的な知識が不足していたり鉄砲を扱う者に必要不可欠な前歯を梅干の種を齧って折ってしまうなど、未熟なところもある。
凄腕狙撃手の照星を実の父が拗ねるほど尊敬しており、照星からは「若大夫」と呼ばれている。アニメ設定では、将来は火縄銃の研究ができる城勤めの忍者を希望している。アニメ版初期のキャラクターデザインは現在よりも色白で頬が赤かった。また、セリフが少なく、性格もはっきりと設定されていなかった。
一人称は「ぼく」。名前の由来は武田信玄に仕える忍者・熊若。第39巻で実家の詳細が描かれた。
山村 喜三太（やまむら きさんた）
声 - 鈴木富子（第1期 - 第11期、映画版第1作）→杉本沙織（第12期 - 第25期第33話、第26期 - 第29期、映画版第2作）→大和田仁美（第25期第38話 - 第25期SP番組、第30期 - 、映画版第3作）
演 - 福本晟也
水瓶座、O型、相模国出身。用具委員会所属（第24巻第4章のみ保健委員）。苗字は第28巻で判明。第2巻初登場。
実家は武家。父の転勤で近畿地方に移り住むことになり、風魔の学校から忍術学園に転入した。曾々祖母のリリーは風魔くの一。同じ用具委員であり、のんびり屋でマイペースな天然ボケという性質が共通するしんべヱとコンビを組んで行動する事が多い。忍たま長屋では金吾と同室、彼が編入してくるまでは一人で部屋を使用していた。成績は悪いが、乱太郎・きり丸・しんべヱよりは良く、彼らと異なり補習免除されることもあった。
風魔の学校で幻術用のカエルの餌になるナメクジの世話をしたことがきっかけでナメクジが好きになった。ペットのナメクジたちには全てに名前をつけ1匹ずつ見分けることができ、忍犬ならぬ”忍ナメ”として度々活躍させている。漢字は苦手だがナメクジに関する知識は豊富なため、漢字で「蛞蝓」「蚰蜒」の二通りを書くことができる。
アニメ版初期では、前に通っていた学校でいじめられたことがきっかけで転入した設定になっていた。ナメクジの他にもヌルヌルした生き物が好きで、第2期「冬休みの段」では「セイコちゃん」と名付けた大蜥蜴を飼育していたり、川で迷子になった鰻を密かに保護していたこともあった。本人曰く「（僕のナメクジ好きは）きり丸が銭を愛しているのと一緒だよ」と主張したが、きり丸には「銭とナメクジを一緒にするな!!」と激怒された。
映画版第2作では主役となっている。
一人称は「ぼく」。口癖は「はにゃ」。実在の忍者・熊野喜三太と同じ名前だが全くの偶然で、特に由来はない。
皆本 金吾（みなもと きんご）
声 - 渡辺久美子、江森浩子（第1期代役）
演 - 津波古太輝
双子座、A型、相模国出身。体育委員会所属。原作では第8巻で初登場。一年は組で最初にフルネームが明かされた生徒である。
実家は武家。父・武衛の策略で甘えん坊な性格を直すための修行の旅に出されていた折に乱太郎たちと知り合う。その後、武衛の方針により忍術学園に途中入学した。将来の夢は一流の剣豪。剣豪マニアで自身も剣術の成績は良い。
性格は素直で実直。武衛の策略が功を奏したこともあり、しっかりした言動・思考の持ち主に成長する。このため、忍たまの中では比較的常識があり、突っ込み役に回ることが多い。剣術師範の戸部新左ヱ門を尊敬しているほか、アニメ版ではドクたまのいぶ鬼と仲が良く、所属している委員会の委員長・七松小平太を先輩として慕っている。
実家のある鎌倉まで往復30日かかるため、長期休暇中は剣術修行を兼ねて戸部新左ヱ門の家に居候をしている。しかし戸部の動くものを見ると見境なく刀を振り回す悪癖や武芸者の殴り込みなどで家を追い出されることが多く、まともな生活ができていない。
アニメ版では鼻の形が三角になっているほか、原作では前髪が茶髪、後ろ髪が黒と二色に分かれている髪色が茶色に統一されており、原作とアニメ版で外見にかなり差異のあるキャラクターの一人である。一人称は「ぼく」。名前の由来は源頼家の名字・別名・戒名から。
一年は組加入前にも拘わらず、外見がそっくりなキャラクターが登場していたこともあった（後述）。
吉松（よしまつ）
声 - 不明
乱太郎やきり丸たちと同時に入学した。モブキャラクターに近い存在。たれ目とくせっ毛、色黒が特徴だったが、たれ目から黒目のみに変更された。兵太夫の隣に座っていたが、第2期の途中で姿を消した。金吾が登場してからは登場せずに音吉だけが登場することもある。団蔵たちと行動している時に、ひとりだけ転んだりと目立った行動をすることもあった。
音吉（おときち）
声 - むたあきこ（1期）→ 峰あつ子（2期）
乱太郎やきり丸たちと同時に入学した。出っ歯で目を覆うほど長い前髪が特徴だが、『合同授業の段』から出っ歯がなくなり、目を覆っていた髪が短くなり、それまで隠れていた目が見えるようになる。小柄。は組の級友とおなじように「コード!（高度な）」というギャグのセリフがある。金吾が登場してからは、登場せずに吉松が12人目の生徒として、登場することもある。1期第34話は、加入した金吾が登場せず、前髪で目が隠れた出っ歯の音吉が席にいた。
ごんべえ
声 - 不明
乱太郎やきり丸たちと同時に入学した大柄な生徒で、『学園長の思いつきの段』では、乱太郎が彼とペアを組んで柔軟体操をするという妄想をしていた。『合同授業の段』以降、後の皆本金吾とそっくりな容姿になり、その後金吾の編入が決まるエピソードがあり、それ以降姿を消した。
※吉松、音吉、もうひとりの生徒の3人はアニメオリジナル生徒。

#### 一年い組
アニメ版は12人在籍だが、下記の名前の登場する4人しか登場しない場合もある。成績優秀だが、実戦経験は乏しい。クラス全体が「敵を侮る病」にかかっている。嫌味が多く、何かにつけて一年は組に因縁をつけてくる。その一方、一年ろ組のムードに馴染めず、急に戸を開けると耐えられなくなって気を失う生徒もいる。一人称は全員「ぼく」。
黒門 伝七（くろかど でんしち）
声 - 亀井芳子（天才丸）、佐藤ゆうこ（伝七）
双子座、B型。作法委員会所属。苗字は第39巻で判明。原作では第7巻、アニメ版では天才丸は第1期第22話Aパート、伝七は第5期第24話初登場。裏表紙のキャラ紹介では第37巻に左吉とのコンビで登場。普段は左吉と行動を共にすることが多い。名前を左吉と混同され、「伝吉」と呼ばれることがある。原作では黒髪だが、アニメ版では赤茶色に近い桃色の髪。サラサラストレートヘアーランキング第5位。
成績優秀でプライドが高くツンツンしていて自信過剰な性格。テキストに頼り過ぎる傾向があり、傲慢な言動が災いして失敗することも少なくない。実戦経験が乏しいためか、少々へタレで逆境に弱い。特に第16期第87話「実戦に弱いの段」では、佐吉と2人でスケッチをしていた山ぶ鬼を見下す発言をして怒らせるが、実戦経験の乏しさを露呈した挙句、山ぶ鬼の放ったキャンバス用の板と頭突きによる攻撃のみで、2人ともあっさりとやられてしまった。
は組のことは馬鹿にしつつも、その実戦における実力は素直に認めている。兵太夫とは委員会で行動を共にしており、第19期第84話「作法委員会の段」では、安藤の指導が厳しいと兵太夫に愚痴をこぼしていた。
アニメ第1期では「天才丸」という名前の二年生として登場し、「秀才丸」（左吉）と兄弟という設定で、第2期第103話での学園長の回想では、天才丸のままだったが、第5期での再登場と同時に一年生になった。名前の由来は陣出達朗の時代小説、「黒門町の伝七捕物帳」。
任暁 左吉（にんぎょう さきち）
声 - 長沢直美（秀才丸）、梅田貴公美（左吉）
蠍座、A型。会計委員会所属。苗字は第39巻で判明。原作では第7巻、アニメ版では秀才丸は第1期第22話Aパート、左吉は第10期初登場。裏表紙のキャラ紹介では第37巻に伝七とのコンビで登場。普段は伝七と行動を共にすることが多い。名前を伝七と混同され、「左七」と呼ばれることがある。
成績優秀で自らを学年一と豪語している自惚れ屋。伝七同様、傲慢さが原因で失敗することが度々ある。一年は組のことをバカにしているが、は組の自由な雰囲気やチームワークの良さを羨ましがり、愚痴をこぼすこともある。また、団蔵とは委員会で行動を共にしている。
アニメ第1期では「秀才丸」という名前の二年生として登場し、「天才丸」（伝七）と兄弟という設定で、第2期第103話での学園長の回想では、秀才丸のままだったが、第10期再登場と同時に一年生になった。名前の由来は横溝正史の時代小説、「人形佐七捕物帳」。
第26期第63話「左吉と平太の段」では、ろ組の平太と共にドクたま4人と遭遇するが、平太をはじめとするろ組の面々がドクたまとすぐに打ち解けたのに対し、彼は自慢話を続けたためか、ほとんど相手にされていなかった。最後は、ろ組の4人とドクたまによる裏山でのオバケごっこに驚いて逃げてしまったため、ドクたまには「こんなことで怖がって逃げるなんて、平太のことをビビりって言えない」と評されていた。
忍たま長屋では、伝七と同室。
今福 彦四郎（いまふく ひこしろう）
声 - 斎賀みつき
水瓶座、B型。学級委員長委員会所属。原作では第40巻、アニメ版では第16期第19話初登場。
一年い組の学級委員長。は組に呆れたり嫌味も言うが、伝七や左吉よりは人当たりが良い。また、優柔不断かつお人好しな性格。同じ学級委員長の庄左ヱ門とはクラスに関係なく仲良しである。庄左ヱ門同様、学級委員長としての職責に思い悩むことも多く、特に自身の性格ゆえにクラスメイトの伝七・左吉・一平から「頼りない学級委員長」と言われていることについては、自覚があるぶん非常に悩んでいる。
苗字は尼崎市の今福、名前は毛利元就の家臣である杉原播磨守盛重に仕えた忍び佐田彦四郎が由来。
上ノ島 一平（かみのしま いっぺい）
声 - 坂戸こまつな
蟹座、A型。生物委員会所属。彦四郎と同時期に初登場。
円らな瞳と赤い頬が特徴。一年い組の生徒では珍しく素直でおっとりとした性格だが、他のい組の面々同様キツい部分もあり、アニメ版では同じい組の彦四郎にキツく当たる場面もある。
アニメ版では孫兵のペットであるジュンコや野生のリスなど、動物に懐かれることが多い。
苗字は尼崎市の上ノ島、名前は豊臣秀吉に仕えた忍び走りの一平が由来。
忍たま長屋では、彦四郎と同室。

#### 一年ろ組
アニメ版は12人在籍だが、下記の名前の登場する4人しか登場しない場合もある。担任の斜堂影麿の影響を受け、常にどんよりとした暗い雰囲気を漂わせ、クラス全体が「恐怖をいだく病」にかかっている。一人称は全員「ぼく」。第14巻から登場、第64巻裏表紙に登場。
鶴町 伏木蔵（つるまち ふしきぞう）
声 - 太田真由美（第11期）→青山桐子（第12期）→坂戸こまつな（第16期 - 、映画版第2作・第3作）
獅子座、A型。保健委員会所属。苗字は第41巻で判明。アニメ版では第11期初登場。
暗い性格だが、その一方どこかマイペースで豪胆な一面がある。
アニメ版では推理好きの一面もある。他の保健委員と同様、不運な忍たまである。タソガレドキ忍者の組頭・雑渡昆奈門と何度かかかわるうち親しい仲となっている。口癖は「すごいスリル〜」「スリルとサスペンス〜」「ミステリ〜」。
苗字は尼崎市の鶴町、名前は能面の『節木増』が由来。2011年にアニメ公式サイトで行われた人気投票「初春の陣」では下級生グループ第4位。
二ノ坪 怪士丸（にのつぼ あやかしまる）
声 - 長沢直美（第7期）→佐藤智恵
水瓶座、O型。図書委員会所属。苗字は第41巻で判明。アニメ版では第7期初登場。
非常に痩せており、頬骨が見えるほど痩せた顔立ちをしている。
アニメ版では柳の木の下で幽霊ごっこをするのが趣味。冷静な判断ができる頭脳派でもある。図書委員長の中在家長次に対し恐怖感を抱いている。ただし第27期第74話「平太と怪士丸の段」では、長次を恐れる事なく普通に話しかけていた。
苗字は尼崎市の二ノ坪遺跡、名前は能面の『怪士』が由来。
忍たま長屋では、伏木蔵と同室である事が第26期第8話「眠気をさませの段」で半明した。
下坂部 平太（しもさかべ へいた）
声 - 渡辺久美子（第10期）→吉田小百合（第16期 - 、映画第2作）
蟹座、AB型。用具委員会所属。苗字は第41巻で判明。アニメ版では第10期初登場。
非常に恐がりな性格で、恐怖がピークに達するとちびってしまう癖がある。しかし、ろ組の生徒らしく潮江文次郎や出茂鹿之介に毒舌を吐く一面も。用具委員長の食満留三郎によく懐いており、サバイバルオリエンテーションではコンビを組んでいた。
アニメ版ではお墓でかくれんぼをするのが趣味。アニメ第26期第63話「左吉と平太の段」ではドクたまたちと遭遇し、裏山でオバケごっこを楽しむほどにまで親しくなる。
苗字は尼崎市の下坂部、名前は能面の『平太』が由来。
初島 孫次郎（はつしま まごじろう）
声 - 嶋方淳子
射手座、A型。生物委員会所属。苗字は第41巻で判明。
三治郎曰く「暗いうえにマイペース」。暗い性格だが、表情豊かで笑顔が多い。サバイバルオリエンテーションや運動会では、生物委員会の委員長代理である竹谷八左ヱ門とペアを組んでいる。看板盗難事件では、あみだくじの結果リーダーに選ばれており、二年生と五年生の合同チームをドクタケ忍術教室に案内させる為に乱太郎、きり丸、しんベヱが抜ける事に文句を言う滝夜叉丸を学園長の密書で黙らせている。
アニメ版では斜堂の出張に同行する事もある。
苗字は尼崎市の初島、名前は能面の『孫次郎』が由来。
忍たま長屋では、平太と同室である事が第26期第58話「お昼寝はしないの段」で半明した。

### 二学年
制服の色は青。い組の生徒は何かと一年は組に意地悪をすることが多い。三郎次曰く「一年は組の生徒は素直だから」とのこと。アニメ第1期・第2期では二年生以上の忍たまの制服の色は全て青に設定されていた。初期の頃は乱太郎たちにうざ絡みするポジションだったが、数多くの上級生が登場するにつれて影が薄くなっていった。全学年の中でも登場頻度は最も少ない。年齢は全員11歳。
池田 三郎次（いけだ さぶろうじ）
声 - 高乃麗（第1期 - 第6期）→志乃宮風子（第6期第12話 - ）、安達忍（第1期第46話）
演 - 荒川康太郎
二年い組の生徒。乙女座、A型。火薬委員会所属。原作では第3巻、アニメ版では第1期第10話Aパートで初登場。第59巻裏表紙に登場。
実家は漁師。水泳や水遁の術が得意。よく一年は組の生徒をからかい、ちょっかいを出すちょっぴり意地悪な先輩。しかし、同時には組の騒動に巻き込まれ、被害に遭うことがよくある。本人曰く「一年は組は素直だから」という理由でつい意地悪をしてしまうらしい。真面目な性格だが、一つ余計な事をしたり上級生にも悪戯をしたり嫌味を言う怖いもの知らずの一面もある。アニメ版初期は、よく四年生の平滝夜叉丸や田村三木ヱ門とつるんでおり、ステーキが好物というオリジナル設定があった。
アニメ第26期では左近、久作と同室の三人部屋と明かされた。
新学期の登校日に、忍術学園に「一番乗り」に登校しようとした事がある 。
羽丹羽が入学して間もない時に 彼の歓迎会を開く事を最初に提案した人物でもあり、「教室」で開く事を提案した事がある。
髪の色は原作では黒髪、アニメ版では緑色。一人称は「ぼく」。苗字の由来は大阪府池田市。
川西 左近（かわにし さこん）
声 - 高戸靖広（第3期、第5期、第8期、第12期）→鈴木麗子（第9期、第12期、第13期）→天田有希子（第16期 - 、映画版第2作）、鈴木富子（第9期第18話）
演 - 飛田光里
二年い組の生徒。天秤座、O型。保健委員会所属。原作では3巻、アニメ版では第3期第103話で初登場。第59巻裏表紙に登場。
三郎次同様、一年は組をからかう意地悪な先輩だが根は優しく、困っている人を放っておけないという乱太郎に似た一面がある。しかしその反面、鉤縄が無いからと救急箱を足場にしようとする（第12期）、忍具の手入れをサボり錆びさせてしまい使用不可に至る（第44巻）、作兵衛から借りた藤内から又借りした手裏剣を返し忘れトラブルを起こす（第19期）、救急箱と間違えて裁縫箱を持ってくる（第25期）、伏木蔵共々方角を間違え注意される（第55巻）などどこか抜けていたりずぼらな部分が目立ち、特にアニメ版では第16期以降強調されている。不運な目に遭いやすい忍たまの一人。
羽丹羽が入学したばかりの頃に 羽丹羽の歓迎会を開く事が決まった時に「学園長の庵」で開く事を提案した事もある。
一人称は「ぼく」。苗字の由来は兵庫県川西市、名前は甲賀忍者・望月左近から。
能勢 久作（のせ きゅうさく）
声 - 峰あつ子（第1期）、さとうあい（第1期第46話）→土門仁（第8期 - ）
演 - 坂口淳
二年い組の生徒。蟹座、A型。図書委員会所属。原作では第3巻、アニメ版では第1期第34話で初登場。第59巻裏表紙に登場。
三郎次・左近と共に、一年は組をからかう意地悪な先輩。真面目で几帳面だがその分頑固で融通が利かず、限界を超えるとキレてしまう。第44巻では、きり丸のアルバイトの手伝いで里芋行者の幻術公演での口上役を見事にこなすという一面を見せた。
羽丹羽が入学したばかりの頃に 羽丹羽の歓迎会を開く事が決まった時に「食堂」で開く事を提案した事もある。
一人称は「おれ」だが、目上の人に対しては「ぼく」。名字の由来は大阪府能勢町。アニメ版初期はパーマヘアに大きなタレ目、大きめの鼻という原作とかけ離れたキャラクターデザインであったが、第10期より原作通りに一新された。アニメ版では髪は明るい茶髪で眉の色は濃い茶色。
時友 四郎兵衛（ときとも しろべえ）
声 - 足立友（第16期 - 第21期）→菊池こころ（ドラマCD 二年生の段、第22期 - ）
演 - 髙橋龍飛
二年は組の生徒。牡牛座、B型。体育委員会所属。本名は第39巻で判明。原作では第36巻、アニメ版では第16期第26話初登場。第59巻裏表紙に登場。
パペットのような顔立ちで、いつも口を開いてぼんやりとしている。基本的に無口だが、一年は組のギャグに律儀にツッコミを入れる真面目な性格。アニメ版では同じ学年だが、クラスが違う三郎次のことを気に掛けている。口癖は「なんだなぁ」。天然で他の二年生に比べ一年生に意地悪をしない良心的な人物だが不思議な言動をすることが多く何を考えているか分からないと称される。
一人称は「ぼく」。髪の色は原作では茶髪、アニメ版では灰色。
苗字は尼崎市の時友、名前は甲賀忍者・鵜飼四郎兵衛が由来。
羽丹羽石人（はにわ せきと）
声 - 村瀬歩
二年は組の生徒。蟹座、AB型。火薬委員会所属。原作では第60巻、アニメ版では第28期第70話初登場。
父親はカワタレドキ城に勤めており、忍術の勉強をしたいとのことで忍術学園への入学を希望。61巻で無事二年に編入した。原作ではおくれ毛が紫、その他が黒と髪色が二色に分かれているが、アニメ版では灰色がかった黒髪に統一されている。
鷹揚で物腰も丁寧。忍者知識は及ばないものの、父の仕事を手伝っていたためかよく気が付く聡明さも持つ。
元々は作者の別作品『はむこ参る!』（リメイク版）の登場人物だった。
一人称は「ぼく」または「わたし」。アニメ版では「わたし」で統一されている。名前の通り埴輪のような顔をしている。
当初は「先輩」と呼ばれる事を遠慮していたので、乱太郎達からは「ハニワさん」と呼ばれていた。しかし、第32期第43話『羽丹羽くんの あこがれ』からは、普通に「羽丹羽先輩」呼びとなり、乱太郎ときり丸としんべヱからも「羽丹羽先輩」と呼ばれるようになる。
忍術学園の入学初日に、学園長に頼まれて「羽丹羽の出迎え」をした 四郎兵衛とは 初日ですぐに仲良くなった。
入学したばかりの自分の為に「歓迎会」を開催しようと提案してくれた三郎次、左近、久作が 開催場所を巡って言い争いになるのを見てしまった際には 心が痛んで悲しそうな顔を見せたり、乱太郎達に教えてもらった「裏山のお花畑」を 歓迎会の開催場所に提案して、ここでピクニックをしながら 5人での歓迎会を楽しんだ。
「野村先生」に憧れてしまった事もあり、いつになく目を輝かせていたが、最終的には 彼の極度の「ラッキョウとネギ嫌い」な様子を見て、熱が冷めてしまい 彼への憧れを辞めてしまった。
テストが終わった後の里帰りの日に「きり丸が土井先生の家に居候している」事を初めて知る事になり、きり丸が「土井先生の家へ初めてお邪魔させてもらった当時」の話と、乱太郎達3人組が「入学金を支払った時に初めて出会って仲良くなった」という話を きり丸達に聞かせてもらいながら きり丸達と共に里帰りをした事もある 。
樋屋 奇応丸（ひや きおうまる）
声 - 幹本雄之
新出茂橋郎の元部下。第7巻登場。
忍術を盗みに使う悪人だが、山田の説教で改心して忍者をやり直すために二年生として編入した。火薬の扱いに長け、薬品作りが得意。アニメ版では一年は組に編入しており、食堂のおばちゃんの生き別れの弟という設定が付加されている。
アニメ版での表記は「樋屋 奇王丸」（読み同じ）。名前の由来は乳児用医薬品の樋屋奇応丸。その後、原作・アニメ版ともに全く登場しておらず、まだ学園にいるのかは不明（NHKの公式ホームページには何も記載されていない）。

### 三学年
制服の色は萌黄。上級生と下級生の間に挟まれた学年。実習なども上級生と組むことが多いため、後輩への指導力が欠けるとされていたが、サバイバルオリエンテーリングでは六年生と五年生が野営地を離れたため三年生が中心となり、一・二年生をまとめていた。極度の方向音痴が二人もいるためか、「方向感覚が迷子、真面目すぎて考え方が迷子（作兵衛、藤内）、存在感が迷子（数馬）」と迷走がちな生徒が多い。年齢は全員12歳。
つどい設定では、そもそも忍術学園には忍者になることを目指す者だけでなく、行儀見習い目的や教養を養う為に入学する者も多数おり、忍者としての実戦経験や命に関わる危険な授業などにはまだ関わらない3年生頃になると退学者が増えるという。
伊賀崎 孫兵（いがさき まごへい）
声 - 結城比呂（第1期）→千葉一伸（第3期 - 、映画版第2作）
演 - 澤畠流星
三年い組の生徒。山羊座、B型。生物委員会所属。原作では第2巻、アニメ版では第1期第8話Aパート初登場であり、先輩の中で一番最初に登場している。第53・57巻裏表紙に登場。
毒蛇・サソリ・ムカデなどの危険な生き物を数多く飼育、溺愛する「毒虫野郎」。いつも毒蛇のジュンコを首に巻いて連れ歩いている。飼っている有毒生物をしょっちゅう飼育小屋から脱走させては大騒動を巻き起こすトラブルメーカー。ロマンチストでもある。虫獣遁の術が得意。
人よりペットを第一に考える危険な思考の持ち主で、飼っている蛇が人に噛みついた時は噛みつかれた人ではなく、噛みついた蛇の口を真っ先に消毒しようとする。左腕に火縄を巻いており、火薬も持ち歩いている。その訳は万が一毒蛇にかまれた際、火薬と火縄を使って傷口を焼き消毒するためと、毒が全身に巡る前に火薬で吹き飛ばすため。
アニメ版初期は四年生との絡みが多く(特に三木ヱ門)、よく喧嘩をしていたが、近年キャラクターが増えてきたこともあり、見られなくなった。
原作では前髪が金髪、後ろ髪が黒と髪色が二色に分かれているが、アニメ版では茶髪に統一されている。一人称は「ぼく」。名前の由来は伊賀忍者・伊賀崎道順。
神崎 左門（かんざき さもん）
声 - 宮田幸季
演 - 川村広輝
三年ろ組の生徒。獅子座、B型。会計委員会所属。原作では第29巻、アニメ版では第10期第8話初登場。第56巻裏表紙に登場。
通称「決断力のある方向音痴」。四年生の田村三木ヱ門曰く「決断力バカ」。きり丸曰く彼が道を教えることは犯罪。性格は真面目で記憶力に優れるがやや自信過剰なところがあり、いくら失敗しても自分の決断を信じている。「忍者の三病」の「敵を侮るタイプ」。同じ会計委員の三木ヱ門とは喧嘩ばかりしている。司馬法の兵法書から格言を引用することが度々ある。サラサラストレートヘアーランキング第9位。アニメオリジナルでは同じ会計委員の団蔵と、お互いの弱点克服に協力するといった絡みがある。
髪色は原作では茶髪だが、アニメ版では灰色がかった緑。一人称は「ぼく」、目上の人に対しては「わたし」と言う時もある。名前の由来は兵庫県にある神崎川（旧称・左門殿川）。
次屋 三之助（つぎや さんのすけ）
声 - まるたまり
演 - 森彪乃介
三年ろ組の生徒。獅子座、AB型。体育委員会所属。原作では第36巻、アニメ版では第16期第26話初登場。第56巻裏表紙に登場。
通称「無自覚な方向音痴」。方向感覚は左門と同レベルで、共に行方不明になることが多く、方向音痴である自覚がないうえに方向音痴を治す気もない。委員会では彼の行方不明対策のため、縄（通称：迷子縄）で結ばれる事が多い。左門とは異なり、同じ体育委員会の滝夜叉丸と喧嘩になる事は少ない。飄々とした風貌と裏腹に三年生の中では比較的しっかりした言動の持ち主。「忍者の三病」の「敵を侮るタイプ」。
原作では前髪が金髪、後ろ髪が黒と髪色が二色に分かれているが、アニメ版では茶髪に統一されている。また、アニメ版では下級生で一番身長が高く見える。一人称は「おれ」、目上の人に対しては「ぼく」もしくは「わたし」。苗字は尼崎市の次屋、名前は甲賀忍者・大原三之助が由来。
富松 作兵衛（とまつ さくべえ）
声 - 青山桐子
演 - 鮎川一佳
三年ろ組の生徒。乙女座、B型。用具委員会所属。本名は第39巻で判明。原作では第35巻、アニメ版では第16期第12話初登場。第56巻裏表紙に登場。
マイペースだが責任感の強いしっかり者。クラスメイトの方向音痴の左門と三之助を縄でつないで誘導する光景がたびたび見られる。喋り方はいわゆるべらんめえ調である。
アニメ版では初期と現在とでキャラ付けが変化しており、初登場の2008年から2010年頃まではアニメオリジナル設定として「独創的な発想の持ち主」というキャラ付けをされており、物事を何かと悪い方向へと考えすぎる心配性な描写が目立った。しかし徐々に原作寄りに軌道修正され、2011年頃〜現在では「責任感が強い」しっかり者のキャラクターとして確立している。
その責任感の強さから、所属する用具委員会委員長の食満留三郎からの信頼が厚いことが度々言及されている。
髪色は原作では黒髪、アニメ版では赤に近い茶髪。一人称は「おれ」、目上の人に対しては「わたし」もしくは「ぼく」。苗字は尼崎市の富松町、名前は甲賀忍者・宮島作兵衛が由来。
アニメ第27期において、ろ組の3人は同室であることが明かされ、左門と三之助は寝るときも作兵衛に起きて迷わないように体にロープで結ばれている。寝る位置は作兵衛が真ん中、左門が左、三之助が右。
浦風 藤内（うらかぜ とうない）
声 - 桃森すもも
演 - 上田雄大
三年は組の生徒。山羊座、A型。作法委員会所属。原作では第36巻、アニメ版では第16期第27話初登場。第57巻裏表紙に登場。
大きくはねた特徴的な前髪をしている。性格は至って真面目で、自主トレや盤予習を進んで行っている。特にアニメ版では予習好きな性格が強調されており、時に自主トレの度が過ぎて学園を破壊してしまったり、作兵衛から借りた手裏剣を左近に渡したことを忘れてしまったりするなど、うっかり屋な一面もある他普通ならやろうとは考えないであろうことまで予習する（魚釣りに備えて食堂にあった魚を使って魚釣りの予習をする〈第17期〉、きり丸にご馳走してもらうことに備えてご馳走を食べる予習をふる〈20期〉など）。しかし予習が功を奏してクラスのテストで第1位を取ったり、土井や仙蔵からも一定の評価を得るなど確かな成果も挙げている。また様々な予習ができるからときり丸のアルバイトを手伝ったこともある（第20期）。
新学期の登校日に、忍術学園で「一番乗り」に登校しようとした事がある 。
一人称は「おれ」、目上の人に対しては「ぼく」。苗字は尼崎市の浦風小学校、名前は甲賀忍者・山中藤内が由来。
三反田 数馬（さんたんだ かずま）
声 - 下野紘
演 - 植田斗真
三年は組の生徒。魚座、A型。保健委員会所属。本名は第39巻で判明。原作では第35巻、アニメ版では第16期第11話初登場。第57巻裏表紙に登場。
所属する保健委員会の委員長・伊作に存在を忘れられてしまうほど影の薄い、違う意味で不運な忍たま。特にアニメ版では自分の影の薄さを気にしているが、利吉のように影の濃い忍者からは羨ましがれており、それを個性として受け入れた。同じ保健委員の乱太郎と伏木蔵の陰口を注意するなど、礼儀には少し厳しい一面もある。
髪色は原作初期では茶髪だが、後にアニメ版同様薄い紫色となる。一人称は「ぼく」。苗字は尼崎市の三反田町、名前は甲賀忍者・大原数馬が由来。

## 上級生

### 四学年
制服の色は紫（初期の頃は青みがかっている）。妙に癖のある人物が揃っている。一人一人の個性・自己主張が非常に強く、基本的に団結力はない。ただし、アニメ版では笑い続ける守一郎に対し全員でぶちぎれて団結し制裁を下したことがある。三年生とは仲が悪く、いがみ合っている。登場頻度は一年生に次いで高い。この辺りの学年から自分の得意とする武器が明確に定まってくる。年齢はタカ丸を除き全員13歳。
平 滝夜叉丸（たいらの たきやしゃまる）
声 - 高木渉
演 - 岡山智樹
四年い組の生徒。水瓶座、B型。体育委員会所属。第2巻から登場、第54巻裏表紙に登場。原作・アニメ版共に孫兵と同時期から登場している。
戦輪の名手で、学年一の成績と自称しているナルシスト。武道大会で2連覇を達成、課外活動で一年は組の助っ人として活躍する、兵庫水軍へ密書を届けに行った際に小平太に変装した敵の忍者の違和感にいち早く気づいて正体を暴くなど、その実力は確かで教師からも並の五年生が相手ならば上回るだろうと評されている。
だが、過度の自惚れ屋で自分の才能に陶酔しきっており、登場してはよく自分の自慢話をしてくるので、きり丸曰く「性格はカス」。しかし、面倒見の良さや目上に対する礼儀も持ち合わせており、体育委員会では委員長である小平太の宥め役になっており、後輩である三之助や四郎兵衛を気遣う描写が見られるなど苦労人としての印象もある。第2期では本気で怒らせると怖い一面もあった。三木ヱ門とは初期の頃こそ、仲が良いと思われる描写があったが現在では似た者同士で仲の悪いライバルとなっている。
愛用している戦輪の名前は「輪子（りんこ）」。石火矢も得意であったが、キャラクターが増えるに従い描写が無くなった。
苗字が滝、名前が夜叉丸であると読者や視聴者に勘違いされがちなため、作中で自ら注釈を入れることがある。髪の色は原作では黒髪。アニメ版初期は黒髪でつり目だったが、後に目のデザインが変更され、髪の色も濃い茶髪となる。また、頭身も二年生の三郎次と大差がなかったが、後に二年生より背が高くなった。
「輝く人生の送り方」という本を自分で書いており、乱太郎、きり丸、しんべヱの部屋に 3人に1冊ずつ勝手に置いて行った事がある。
近年では初期と比べると自惚れや自慢癖がかなり抑えられており、話によっては常識人と化する事も増えている。
原作第57巻では、喜八郎とは「長屋の同室」であると明かされた。
原作とアニメ28期にて平家の末裔であるという発言がある。
第32期第61話『喜八郎と滝夜叉丸 の段』では、喜八郎とは「1年生の時」からの付き合いだという事が判明した。
実写映画第1作では自惚れな一面が薄くなっており、一年は組の生徒から嫌われている様子はなかった。
名前の由来は平将門の娘とされる滝夜叉姫。サラサラストレートヘアーランキング第2位。好きな卵料理は目玉焼き。一人称は「私」。2011年にアニメ公式サイトで行われた人気投票「初春の陣」では上級生グループ第5位にランクインした。
綾部 喜八郎（あやべ きはちろう）
声 - 石田彰
演 - 奥本凱哉
四年い組の生徒。牡牛座、AB型。作法委員会所属。本名は第34巻で判明。原作では第26巻、アニメ版では第13期第15話初登場。第54巻裏表紙に登場。
極端にマイペースで飄々とした性格。常に無表情で、周囲の喧騒を無視してあらぬ方向を見ていることが多い。キレた滝夜叉丸と三木ヱ門には「アホハチロー」と言われることが多い。口癖は「おやまぁ」。また、アニメ版では誰かが罠にかかった時「だぁいせいこう」と発言することもある。目上の人に対しては妙な口調の敬語で話すことがある。アニメ版では幾分陽気な性格に改変されており、笑顔を見せることもある。またアニメ版では生首フィギュアが取れなくなった伝七を憐れみ仙蔵不在の作法委員会で奮闘する場面も見られ、割と後輩思いのようである。
趣味兼特技は穴掘りで、「穴掘り小僧」「天才的トラパー」との異名をとる。落とし穴には独自の美学を持つ。学園内が競合区域であることを理由に学園中に穴を掘っており、味方に被害が出ることも多々ある。
自作の塹壕や落とし穴、鋤や鍬などの道具に名前を付けている。愛用している鋤は踏鋤の「踏子（ふみこ）ちゃん」と手鋤の「テッコちゃん」。武器も兼ねており、飛んで来た石などを撃ち返すことなどに利用している。いつも穴掘りばかりしているため、見かけによらずパワーに溢れている。細かい地味な作業は好きではなく、大運動会での包帯巻き巻き競争では飽きたという理由で競技を棄権した。
第32期第61話『喜八郎と滝夜叉丸 の段』では、長屋の同室仲間である「滝夜叉丸」とは 1年生の時からの付き合いだという事が明かされ、自分の事を理解してくれている滝夜叉丸には感謝している事が判明した。
一人称は「僕」。髪の色は原作初期は茶髪だが、後にアニメ版同様灰色となる。苗字は京都府綾部市から、名前は甲賀忍者・和田喜八郎が由来。2011年にアニメ公式サイトで行われた人気投票「初春の陣」では上級生グループ第2位にランクイン。
田村 三木ヱ門（たむら みきえもん）
声 - 安達忍
演 - 北村匠海
四年ろ組の生徒。牡羊座、A型。会計委員会所属。第2巻から登場、第55巻裏表紙に登場。原作・アニメ版共に孫兵・滝夜叉丸と同時期から登場している。
石火矢などの火器の腕は学年一と豪語する、自称「忍術学園のアイドル」。砲弾を撃って地面に文字を書くほどの腕前を持っている。第37巻で五年生の宿題を見事にこなしており、成績優秀であることは確かである。自惚れの度合いは滝夜叉丸に引けを取らず、豪快かつ好戦的な性格。しかし凄腕の狙撃手、照星に火器の扱いの不注意を指摘され、プライドがぺしゃんこになったこともある。それ以来照星を尊敬し、自身の未熟さを受け入れ前向きに努力する姿勢を見せる。
「過激な武器」マニアであり、自前の火器に女の子の名前をつけて大切にしている。忍術学園の建物を何度か破壊し、休みを没収されたこともある。自分がサラサラストレートヘアーランキングにランク外されたことを腹いせに同じくランク外のくの一三人組に協力したこともある。
同じく「照星」に憧れている 「虎若」とは、気が合う事が多い。
アニメ版では、かやくご飯が大好物で好きな卵料理は玉子焼き。アニメ第17期より目のデザインが赤い目に変更された。原作のキャラクターデザインはアニメと大幅に異なっている。一人称は「私（わたし）」または「僕」、アニメ第10期以前と第18期第10話では「俺」と言う場面がある。名前の由来は作者の友人から。
第32期第60話『一緒に帰る の段』では、お休みになり 里帰りする際に「虎若」と 笑顔で仲良く 一緒に帰る様子も映っている。
第32期第61話『喜八郎と滝夜叉丸 の段』では、喜八郎と滝夜叉丸とは「1年生の時からの付き合い」だという事が判明して、喜八郎と滝夜叉丸が「普段は仲が悪いように見えて 実は仲が良い」という話を タカ丸、守一郎、乱太郎、きり丸、しんべヱに話しており、彼も「2人の良き理解者」だという事が判明した。
田村三木ヱ門の石火矢
三木ヱ門が名前を付けて可愛がっている火器で、紹介時に周囲がずっこけるのが定番。撃つ際のかけ声は専ら「ふぁいあ（ファイア）！」。格納庫は煙硝蔵のすぐそばにある。
ユリコ（ユリ子とも）
小型カノン砲。27巻初登場。砲架に引き綱が取り付けられており、朝晩問わず三木ヱ門がよく連れ立って散歩している。いつでも一発は発射できるように火薬と砲弾が装填されており、雨天時の専用レインコート（発射口と火門を覆う布）も存在する。アニメでは「弾道が若干右に曲がる癖がある」とされている。
さち子
木製の石火矢。27巻で名が判明（あるいは初登場）、同巻で大破。さち子2世が38巻で登場、同巻で大破。41巻でさち子3世が確認できている。壊れやすさが特徴の火器だが壊れる度に三木ヱ門は謝りながら号泣している。アニメ版ではデザインが異なりサイズも小さい。
春子
軽量野戦砲（ファルカン砲）。31巻にて名が判明（あるいは初登場）。火縄銃の「水を飛ばす秘伝」を転用するためにも使われた。38巻で破壊されたがアニメでは壊れた後も普通に登場している。
鹿子
大口径のカノン砲。31巻にておおまかな外見が判明している。「重くてでかくて（連れてこれない）」「ぼくの鹿子のほうがカワイイ」などと言及されるも活躍した場面は無い。アニメでは実体が登場し発砲する場面もある。
ユミコ
小型火砲。34巻登場。同巻で突然暴発（爆発）し大破した。
お軽
カルヴァリン砲。51巻時点で新しく入手したとあり、三木ヱ門が夜の散歩を共にしていた際に登場した。
その他名前のみ言及のあるものとして、ナツコとエリカ（詳細不明）、ファルコネット砲のお春（三木ヱ門曰く、春子の妹）がある。臼砲のキューちゃんは42巻登場時には所属不明だったが65巻にて三木ヱ門のものと思われるような発言もある。火縄銃に関しては、三木ヱ門は「忍者にとって狙撃は大事な素養」として学ぶのにも積極的で得意としてはいるが、厳密には好みから少し外れており名の付いたものも登場していない。
斉藤 タカ丸（さいとう たかまる）
声 - 浪川大輔
演 - 溝口琢矢→田中光樹（実写映画版第2作目）
四年は組の生徒。15歳、天秤座、A型。火薬委員会所属。原作では第38巻、アニメ版では第15期第1話初登場。第55巻裏表紙に登場。
実家は髪結い処。自身も髪結いを目指していたが、斉藤家は元々忍者の家系で亡き祖父・幸丸は髪結いに化けた忍者だったことを父・幸隆から知らされ、所属していた忍者隊の手掛かりを探すために「辻刈り」をしていた時に乱太郎たちと出会った。幸丸がどこの忍者隊に所属していたのかは長らく不明だったが、第45巻でウスタケ城の忍者だったことが判明した。
六年生と同い年だが、忍術の経験が無いため四年生に編入。同学年や五年生を含む生徒の大半からは「タカ丸さん」と呼ばれている。三郎次からは「タカ丸先輩」と呼ばれることがある。また、基礎的な知識を補うために下級生と同じ授業を受けることもあるが、「知らないことを教えてもらうのに年は関係ない」と全く気にしていない。
素直でおっとりしている一方、好奇心旺盛で危機感が足りない。たびたび熱心にメモを取っているが、メモをする箇所が見当外れであることが多い。髪結いの習性から傷んだ髪を見ると口と手を出さずにはいられない。職業柄くの一にモテるが、本人としては迷惑している模様。また、自分の膝でカミソリを使う練習をしていたため、膝が傷だらけである。
先輩だが年下の久々知に対しては、くん付けかつ対等な口調で話しているが先輩として頼りにしており、ドラマCDでは日常的によく勉強を教えてもらっている。
一人称は「俺」・「僕」。原作では茶髪だが、アニメ版では第15期は金髪、第16期以降は薄い黄色。2011年にアニメ公式サイトで行われた人気投票「初春の陣」では上級生グループ第3位にランクイン。
浜 守一郎（はま しゅいちろう）
声 - 梶裕貴
四年ろ組の生徒。山羊座、B型。用具委員会所属。原作では第54巻、アニメ版では第23期第22話初登場。第55巻裏表紙に登場。
70年前に落城したマツホド城の支城ホドホド城を一人で守備していた少年。先祖代々マツホド城忍者の家柄であったが、曾祖父の代にマツホド城が戦に敗れたことで忍者として不遇の時を過ごしていた。各地の城がホドホド城を目指して進撃してくる事態となったことをきっかけに、先祖の汚名をそそごうと忍たまやドクたま（原作のみ）を巻き込んで籠城戦を展開した。
曾祖父に授業料を払って忍術の教示を受け修行に励んでいたが、その知識には火薬に関するものが欠落していたために時代にそぐわないものであることが判明しショックを受ける。そののち忍術を勉強しなおすため忍術学園への編入を決めた。他の4年生と比べては礼儀正しく、純粋な方だが、同じ学年同様（タカ丸除く）自分勝手で図太い一面もあり、上記にある忍たまたち（原作ではドクたまも）に無理に籠城を手伝わせたり、第60巻の第3章で「どこかの城の陰謀！」と嬉しそうに興奮したりしていた。熱すぎる一方、「声がでかい」と注意されることがある。声が大きいのは、耳の遠い曾祖父と共に過ごしていたため、話しかけるときに大声を出す習慣がついたことが原因である。
第55巻にて自分で委員会を決めきれないだろうと学級委員長委員会からくじを渡され、晴れて用具委員会に所属することが決定した。
笑いの沸点が低く、安藤の寒いおやじギャグで涙が出るほど笑う。アニメ版ではこれが原因で四年生全員の怒りを買ってしまった。
苗字の由来は尼崎市の浜町。
得意武器は南蛮鉤。一人称は「俺」、目上の人に対しては「私」。髪の色は黒で、髪は下に結んでいる。
アニメ第28期にて三木ヱ門と同室であることが明かされた。

### 五学年
制服の色は群青だが、藤色という記載もある。極端に人格が破綻した人物はおらず、落ち着いた雰囲気の学年。忍術学園では五年生になるとそれぞれ能力に応じたカリキュラムが組まれ、内容によっては個別メニュー、クラスごとの授業に別れる。年齢は全員14歳。アニメ回・5年生VS6年生編では、6年生6人を相手に5人がかり(対決時は人数がフェアではないということでヘムヘムが5年生側に着いている)でほぼ互角に渡り合うなど歴代トップクラスの実力を持つ現在の6年生と同様にこちらも高い実力を誇っている。
久々知 兵助（くくち へいすけ）
声 - 小田敏充
演 - 高畑翼
五年い組の生徒。魚座、A型。火薬委員会委員長代理。本名は第37巻で判明。原作では第36巻、アニメ版では第16期第27話初登場。第52巻裏表紙に登場。
長い睫毛とくせ毛の黒髪が特徴。真面目な性格で成績優秀、頭脳明晰、文武両道の優等生。六年生のいない火薬委員会で委員長代理を務めている。天然な所もあり、帳簿に計上された甘酒代に気付かないなど、少し抜けた部分もある。
運動会のリレーのバトンに豆腐を選んだことから豆腐小僧と呼ばれている。本人はこの渾名を嫌がっており、原作だと豆腐を好きだということを否定したこともあるが、実際に豆腐の知識は豊富で豆腐料理を好んでおり、非常食（本人曰く『おやつ』）として高野豆腐を持ち歩いている。アニメでは豆腐好きを公言しており、自作の豆腐を振る舞ったこともあるが、彼が自作の豆腐料理を振る舞うことは、他の五年生の面々から、「豆腐地獄」と称されており、食べる側の腹が限界を迎えても次々と豆腐料理を出してきたり、食堂のおばちゃんからリクエスト給食を聞かれた際は豆腐料理ばかりを言った結果、五年生は全員豆腐料理が出されることになるなど、あまりにも豆腐好きの面が強調され、冷静さを失うこともしばしばある。なお、作る豆腐や豆腐料理の味は美味な様子で、しんべえからも「素豆腐でも美味しい」・三郎からも「美味しいことは間違い無い」・食堂のおばちゃんと出かけた際に寄った豆腐専門店の夫婦から「跡継ぎに是非」と言われるなどかなり好評。豆腐を生き物やヘムヘムの形にするなどの器用さも見受けられる。新しいメニューを考えて欲しいと頼まれるなど、豆腐に関しては食堂のおばちゃんにも信頼されている。
ドラマCDにて勘右衛門に「命より大切な豆腐」と言われた際は「せいぜい命の次」と訂正している。また、雷蔵と三郎を仲直りさせるために豆腐絶ちをした事もある。
委員会では委員長に代わり下級生を纏めており、後輩だが年上であるタカ丸に対しては敬語を使用しつつ先輩として接している。
実家は山守で、得意武器の寸鉄は山での戦いに有利という理由で選び、幼い頃から鍛錬を重ねていた。この鍛錬の一環で父親から豆腐を渡された事が切っ掛けで豆腐が好きになったと他の五年生の口から語られている。
本人曰く「ツッコミはあまり得意ではない」。
得意武器は寸鉄。一人称は「俺」、目上の人には「僕」もしくは「私」。苗字の由来は尼崎市の久々知。
尾浜 勘右衛門（おはま かんえもん）
声 - 渋谷茂
五年い組の学級委員長。天秤座、O型。本名は46巻で判明。原作では第13巻、アニメ版では第18期第65話で姿のみ初登場。声付きでの登場は第18期第70話から。第52巻裏表紙に登場。
人馬の練習中に怪我を負うという初登場から16年もの間存在を忘れ去られていたが、第46巻の混合ダブルスサバイバルオリエンテーリングで虎若と組んだことで名前が明かされた。再登場した時点では委員会に所属しておらず、第47巻で行われた文化祭で各委員会の出店を見て所属委員会を決めるよう学園長に勧められたが、実は学級委員長だったことが判明し、学級委員長委員会に所属することになった。
性格は巻き込まれ型で天然ボケ。面倒見が良い。再登場以来様々なイベントや事件に対し積極的に取り組み、楽しんでいる様子。原作では黒髪だが、アニメ版では赤紫がかった濃い茶髪。小平太から「摩訶不思議なヘアスタイル」八左ヱ門からは「変な髪形」と評され、実際毛先がいくつかの房にまとまった特徴的な髪型をしている。そのため、暗闇の中でも乱太郎たちは彼を識別できる。
得意武器は万力鎖。これは兵助の得意武器である寸鉄の弱点を補うために選んだもの。
一人称は「俺」、目上の人には「僕」もしくは「私」。苗字は尼崎市の尾浜町、名前は甲賀忍者・鵜飼勘右衛門が由来。
兵助とはアニメ第26期において同室であることが明かされた。
不破 雷蔵（ふわ らいぞう）
声 - 金丸淳一
演 - 三村和敬
五年ろ組の生徒。魚座、O型。図書委員会所属。第18巻初登場。第38巻裏表紙に登場。
温厚で親切、後輩の面倒見が良い優しい先輩で乱太郎たちから慕われている。成績優秀だが、大雑把かつ優柔不断で何かにつけて延々と迷い続ける悪癖があり、考え疲れてその場で眠ってしまうことすらある。「忍者の三病」の「思案を過ごすタイプ」。第51巻ではそれを雑渡に指摘され、克服するための訓練をした結果、決断力が幾分身についた。しかし、周囲の状況などや経験を元に決断しているため、夕食のメニューなどでは相変わらず迷う様子。
河原など湿気のある場所にいると髪の毛が膨張する。同じクラスの鉢屋三郎からよく顔を拝借されており、「五年ろ組の名物コンビ」と評されている。三郎が自分に変装することは特に嫌がっておらず、苦笑い程度ですませる。ただし変装によって迷惑を被ることもあり、それが原因で絶交宣言をしたこともある。
山田曰く「真面目すぎるのが欠点」だったが、第18巻の第1回サバイバルオリエンテーリングで乱太郎とコンビ組んで行動した事で、茶目っ気が身に付いた。三郎のふりをすることもある。一人称は「僕」。原作では黒髪だが、アニメ版では明るい茶髪。
得意武器は印地（石合戦）。名前の由来は諺の付和雷同。
鉢屋 三郎（はちや さぶろう）
声 - 山崎たくみ
演 - 三村和敬
五年ろ組の学級委員長。双子座、B型。原作では第2巻初登場だが、本人としての登場は第8巻初登場。第38巻裏表紙に登場。
六年生をも上回る変装の名人。「千の顔を持つ」と言われ、その素顔は誰も知らない。武道大会で優勝経験を持つほどの武術の腕前もあり、教師からも一目置かれている。変装の枠は人間のみに留まらず、地蔵や阿弥陀如来などにも及ぶ。数多くの人物に化けられるが、変装の趣味はイマイチ。顔は似せられても体格は誤魔化せないため、極端に体型の違う者に化けると不自然な変装となってしまう。大抵、旨く変装できるが、ドクたま教師・馬飼野に変身した時は彼の通販センスの悪さまで真似できずしくじっている。他人の顔にメイクを施すことや（後述の通り悪戯好きな性格故に、元の顔に戻すように頼まれても別の顔にしてしまうことがある）、変装を見抜くのも得意。珍妙な変装をしたり意味もなく1コマごとに違う顔に化けて楽しむなど、悪戯好きで茶目っ気のある性格。八左ヱ門を「先生の言うことを聞かない」と指摘した際、雷蔵から「三郎も人の事言えないぞ」とツッこまれている。
同級生の雷蔵の顔に変装していることが多く、よく行動を共にしているので「五年ろ組の名物コンビ」と評されている。雷蔵の迷い癖は無いが、うつったことはある。変装が原因で迷惑を掛けてしまうこともあり、雷蔵と喧嘩になったことがある。シンプルで真似しやすいという理由でしんべヱに変装することも気に入っているため、サバイバルオリエンテーリングでは、しんべヱに変装してコンビを組んだ。第25期「綾部喜八郎の災難の段」では変装した人物の知識や能力を身につくようになり、この能力で穴を掘ってばかりいる喜八郎をからかった。また、声も変装した人物の声になる（例：乱太郎に変装→高山みなみ、きり丸に変装→田中真弓など）。
得意武器は鏢刀。一人称は「私」・「俺」。名前の由来は尼子経久の家臣・鉢屋弥三郎から。アニメ版では「鉢屋」が差別用語に当たると見なされ「蜂屋」に漢字表記が改められたが、原作者の意向により第18期より平仮名で表記されるようになっている。
映画版第2作では得意の変装を生かして自分の顔を大間賀時曲時の顔に変えた。その後、雷蔵が敵軍の攻撃を受けた時に面が剥がれ一瞬下の顔が半分出るシーンがある。
上記の2人は、アニメ版では第3期第103話「相手はだれ？の段」で初登場。アニメ第28期にて、同室である事が明かされた。
竹谷 八左ヱ門（たけや はちざえもん）
声 - 東龍一
演 - 伊藤大翔
五年ろ組の生徒。射手座、B型。生物委員会委員長代理。本名は39巻で判明。原作では第26巻、アニメ版では第16期第26話初登場。第53巻裏表紙に登場。
明るく、自他共に認める頼りがいのある性格。一度飼った生き物は最後まで面倒を見るのが人として当然という信念を持っている。ぼさぼさの長髪が特徴。「おほー」という特徴的なセリフを言うことがある。
三郎曰く「いつも先生の言うことを聞かない」。
委員会では委員長の代わりに、下級生を纏めている。生物委員一年生からの信頼度は絶大で、責任感の強い性格も手伝って宿題を教えるなど良く面倒を見ているが、委員長代理ということで委員長の仕事の他に会議の支度などの雑務もこなさなければならず、日々忙しい。アニメでは苦労人の面とともに熱血な性格もクローズアップされている。
得意武器は微塵。一人称は「俺」（目上の人に対しては「僕」）。苗字は尼崎市の竹谷町、名前は甲賀忍者・上野八左衛門が由来。2011年にアニメ公式サイトで行われた人気投票「初春の陣」では上級生グループ第4位にランクインした。髪の色は原作では茶髪、アニメ版では濃い灰色がかった茶髪。髪は痛んでいる。アニメ第28期であまりにも髪が傷んでいることに我慢ができなくなったタカ丸にサラサラヘアーにされたことがある。アニメ第26期において忍たま長屋では大量の虫がいる一人部屋であることが明かされた。

### 六学年
制服の色は深緑。忍術学園は学年が上がるにつれて脱落者が出るため、最高学年の六年生は特に人数が少ない。六年生になるとクラスごとの校外実習授業だけでなく、学校外でも忍者として活躍する。今の六年生たちの戦闘力は歴代でも上位であるとの記述があり、現に若手のプロ忍者と比べても差し支えない実力を誇る。ただし、流石に熟練のプロ忍者には及ばない。また、忍者の就職活動も行っており、各城の人事担当が六年生を見学に来ることもある。年齢は全員15歳。
立花 仙蔵（たちばな せんぞう）
声 - 保志総一朗
演 - 落合扶樹→山崎将平（実写映画版第2作目） / 女装時の声 - 清水愛
六年い組の生徒。山羊座、AB型。作法委員会委員長、第51巻第3章 - 第52巻のみ生物委員会委員長。原作では第24巻初登場だが、正しくは第23巻第8章扉絵。アニメ版では第6期第12話初登場。第49巻裏表紙に登場。
色白な肌と長いストレートの髪が特徴。整った美人顔で女装の完成度は高い。火薬の扱い・知識にかけては忍術学園一で、冷静沈着で優秀な生徒と評され「燃える戦国作法」の異名を持つ。クールな一方茶目っ気も豊富で、クラスメイトの文次郎をはじめとして周囲の人間をからかうことも少なくない。アニメ版ではやや短気で、少しナルシスト気味な傾向がある。怒るとかなり怖い。
一年生の頃は小柄のため体力も劣っており、実技では周りに遅れを取ったり、怪我をすることも多かったという。当時の文次郎のアドバイスで火薬の使い手になった。しんべヱ曰く「潮江先輩は立花先輩のお兄ちゃんみたい」。
アニメ第9期から年に一度（アニメ版第25期では二度）、しんべヱ・喜三太と3人で登場するエピソード（通称：厳禁シリーズ）があり、自身が務める忍者としての任務で、毎回火薬と最悪な相性の二人に振り回されている。ただし、二人には苦手意識を持っているだけで本心では嫌っているわけではない様子で、他の忍たまと一緒に喜三太のなめくじ達を見たら、しんべヱと笑顔で話をするなどの様子も描かれている。
得意武器は宝禄火矢。その他、火器を自作することもある。サラサラストレートヘアーランキング第1位。文次郎同様原作では黒髪だが、アニメ版では青紫。座右の銘は「忍術とは科学である」。一人称は「私」。苗字は尼崎市の立花町、名前は甲賀忍者・望月仙蔵が由来。
潮江 文次郎（しおえ もんじろう）
声 - 成田剣
演 - 池田純矢→松田岳（実写映画版第2作目）
六年い組の生徒。獅子座、B型。会計委員会委員長、第51巻第3章 - 第52巻のみ保健体育委員会委員長。原作では第29巻初登場だが、名前だけなら第23巻初登場。アニメ版では第6期第32話「六年生の夢の段」で初登場。第49巻裏表紙に登場。
「忍術学園一ギンギンに忍者している男」で、短気、熱血、勝気な性格。敵の襲来に備えて常に鍛錬を怠らない鍛錬バカ。同じく好戦的な性格の食満留三郎とは喧嘩ばかりしている（犬猿の仲）。しかし窮地に陥った時は協力しあうこともある。他の委員会に強い対抗意識を抱き、会計委員にヘマがあれば必ず鍛錬に持ち込もうとする「地獄の会計委員長」。だがその下級生の鍛錬に自分も付き合うため、そこは偉いと乱太郎に褒められている。悔しい事があると所構わずヘッドバンキングのように頭をぶつける癖があり、度々学園内の壁や木を損傷させていることから、用具委員会に迷惑がられている。
同じ会計委員の団蔵と行動を共にすることが多い。きり丸とはアルバイト仲間で、アニメ第16期から年に一度、きり丸・長次・小平太と4人で登場するアニメオリジナルエピソード『アルバイトシリーズ』があり、長次と小平太と共にきり丸のアルバイトを手伝っては危なっかしい行動をとってきり丸を困らせ振り回しているが、仕事をしっかりこなしたり、悪人を撃退することもある。
原作では目が左右違う形になっている。アニメ版では将来忍術学園の学園長になるという野望を抱いているという設定と、「ギンギーン!」という口癖が追加されている。原作では黒髪だが、アニメ版では青紫。得意武器は袋槍で、アニメ版でも袋槍の穂先を使用していることが多い。忍たま長屋では仙蔵と同室。一人称は「俺」、目上の人に対しては「私」。苗字は尼崎市の潮江、名前は甲賀忍者・針文次郎が由来。
中在家 長次（なかざいけ ちょうじ）
声 - 渋谷茂
演 - 福田雄也→石田直也（実写映画版第2作目）
六年ろ組の生徒。蠍座、AB型。図書委員会委員長、第51巻第3章 - 第52巻のみ用具委員会委員長。原作では第26巻初登場だが、正しくは第23巻第8章扉絵。アニメ版では第6期第12話初登場。第50巻裏表紙に登場。
常に仏頂面の「忍術学園一無口で無表情な男」で「沈黙の生き字引」と呼ばれる。声が小さく何を言っているのかほとんど分からないため、彼が同じ六年生など親しい者以外と話す時は、周囲（主にきり丸や雷蔵など図書委員の後輩）が通訳を担当している。顔に傷があり、顔の傷は縄鏢の激しい稽古によるもの。一年生の頃はよく喋りよく笑う子で、声量も普通だった。鍛錬バカは一年生の頃からで、当時は小平太にさえ「鍛錬のやりすぎ」と注意されていた。
『公式キャラクターブック 忍たまの友 天の巻』で「老けている?」と評されるいかめしい顔立ちにより、潮江文次郎ほどではないが、とても15歳に見えない。笑顔は不気味で、主に仏頂面の時は機嫌が良く、逆に笑顔を見せる時は怒っている。また、皆のやっている事に興味がないという描写がしばしば見られる。
これらの近寄りがたい外面とは裏腹に根は優しく温厚で穏やかな性格をしており、非常に親切な行動や言動もある。小平太には「忍術学園一強くてやさしい男」と言われている。ボーロ作りが得意で、しんべヱも認めるほどの美味。また読書好きで知識豊富。物が飛んで来るとバレーボールのようにトスして打ち返す癖を持つ。忍たま長屋では小平太と同室。図書委員会で巻物を巻いているためか手先が器用で、慎重かつ丁寧な作業にも慣れており、大運動会では包帯巻き巻き競争で乱太郎にせり勝ち優勝。アニメ第10期では、しんべヱの妹・カメ子から好意を寄せられている描写があった。
きり丸とはアルバイト仲間で16期から年に一度放送されているアニメオリジナルエピソード『アルバイトシリーズ』のメンバーの1人でもあり、アルバイトは真面目に取り組んでいるが、文次郎、小平太の騒動に巻き込まれたり、仏頂面と声の小ささが災いして子供や客に誤解されることもある。
得意武器は縄鏢（隠し武器の一種）で、その腕前は学園一。一人称は「私」。苗字は尼崎市の中在家町、名前は甲賀忍者・大原長次が由来。
七松 小平太（ななまつ こへいた）
声 - 神奈延年
演 - 尾関陸→伊藤尚輝（実写映画版第2作目）
六年ろ組の生徒。獅子座、O型。体育委員会委員長、51巻3章 - 52巻のみ図書委員会委員長。原作では第24巻初登場だが、名前だけなら第23巻初登場。アニメ版では第6期第12話初登場。第50巻裏表紙に登場。
細かい事を気にしない大らかな明るい性格で、いつも陽気で元気かつ豪快。そして、かなり大雑把。自由奔放な行動と言動で周囲の人々を振り回すこともあるが、後輩からは慕われている。忍術学園では度々「策士」ではないかと囁かれており、人の視線から相手の嘘を見破るなど、心理を見抜く機転も利く。
常に体力が「有り余って」おり、何度か原作・アニメ版では「人間離れしている」と評され、ドラマCDでは「忍術学園一の体力を誇る」と紹介された。それに加え、人並み外れた腕力と脚力の持ち主でもあり、こちらも原作・アニメ版で「クソ力」と称されている。体力面だけでなく最上級生らしく知識も持っており、後輩に指導したりアニメ版では後輩が彼に話しかけてくる時は大抵相談事と言っており頼りにされている面もある。
自らが所属する体育委員会を“委員会の花形”と呼び、金吾や四郎兵衛など後輩を個別で指導やトレーニングを行うこともある。バレーが好きで、物が飛んでくるとバレーボールやサッカーボールのように打ち返す奇癖がある。怪力故、アタックしたボールはじめ学園内の備品が彼によって多数破壊されており、用具委員の留三郎が怒ったり体育委員会の予算が削減される原因となっているが、本人は理解していない。文次郎からは体育委員会の予算が減るのは自業自得だと言われている。自身をモチーフにしたパペットがあり、文化祭やバザーでギニョールとともに販売し、即完売した。
一年生の頃は遊びたがる性格だったようで今ほどの鍛錬バカではなく、寧ろ長次を「鍛錬のやりすぎ」と注意する側だった。
きり丸のアルバイト仲間で、第16期から年に一度放送されているアニメオリジナルエピソード『アルバイトシリーズ』のメンバーの1人でもあり、本人はアルバイトを真面目に取り組んでいるつもりだが大雑把かつ危なっかしい行動が多いため度々きり丸をヒヤヒヤさせている。
得意武器は（二丁）苦無。塹壕掘りが趣味で、持ち前の体力面を生かし苦無のみで掘ってしまう。勝手に校庭にも掘るため、先生から注意を受けるが気にしない。口癖は「いけいけドンドン!」「細かいことは気にするな!」。アニメオリジナルストーリーではスランプに陥り忍者としての自信を失くした時期があり、特別授業と称して一年は組に臨時編入したことがあり、先生の協力とポジティブさで克服したというエピソードがある。また、アニメではヒジキが好きで煮豆が嫌いだと公言している。アニメ版初期と現在とで声質が異なる。
一人称は「私」。登場当初は原作・アニメ版の双方でたまに「俺」と言うことがあった。苗字は尼崎市の七松、名前は甲賀忍者・宮嶋小平太が由来。原作では明るい色の茶髪だが、アニメでは紺髪。
善法寺 伊作（ぜんぽうじ いさく）
声 - 置鮎龍太郎
演 - 北村将清→根岸拓哉（実写映画版第2作目）
六年は組の生徒。牡羊座、O型。保健委員会委員長、第51巻第3章 - 第52巻のみ会計委員会委員長。原作では第26巻、アニメ版では第10期第14話初登場。第51巻裏表紙に登場。
温厚で面倒見が良く、下級生のお兄さんのような存在。常に救急箱を携帯しており、薬品・薬草の知識が豊富で、それらの蘊蓄を語らせると長い。不運な生徒が集まると言われ、学校中が嫌がる保健委員を6年間務め続けた保健委員長で、別名「不運委員長」または「不運大魔王」。彼が転んだり穴に落ちる程度の不運に見舞われることは既に日常茶飯事と見なされている。前述の事から乱太郎同様良い事ばかりが続くと悪いことが起こるのではないかと不安になり、後ろ向きな発言をすることがあるなど、ネガティブな一面も持ち合わせている。そんな伊作を同室である留三郎が励ますのがお決まり。留三郎の助言で笑顔を心掛けた時は不運は一切おこらなかったが、代わりに留三郎が不運になってしまった。
その「人徳」は長所でも短所でもあり、六年生の中では忍者に向いていないと評されるほどのお人よしな性格。課題で合戦場に行った際、敵味方を問わず負傷者を手当てしたことがきっかけで、タソガレドキ忍者の組頭・雑渡昆奈門と親しい間柄になった。一方で握り飯に下剤を混入させたり、文化祭や委員会の予算を補うために期限切れの薬品で薬膳料理を作り販売しようとするなどの危険な行動に出ることもある。忍たま長屋では留三郎と同室。室内には骨格標本の「コーちゃん」を置いており、夜中に薬を煎じるため薬の匂いが漂っている。本人は「忘れる前に」と言っているが、留三郎は彼のこの行動を迷惑に思っている。
一年生の頃の将来の夢は「かさぶた」。その理由は周りの大人たちに「かさぶたは怪我の治りかけだから出来て良かったね」と励まされ、「良かったと言ってもらえる素敵なもの」と解釈したため。一年生の頃は仙蔵と同じ身長で、小柄。当時から生傷が絶えなかった。
アニメ第19期から年に一度、乱太郎・留三郎と3人で登場するエピソード（通称：同室シリーズ）があり、同じ保健委員の乱太郎と共に同室の留三郎を不運に巻き込んでしまっている。原作では黒髪だがアニメ版では薄い茶髪。原作初期では笑っている場面が描かれていなかったが、第33巻以降は笑顔を見せることが多くなった。2011年にアニメ公式サイトで行われた人気投票「初春の陣」では上級生グループ第1位を獲得した。
一人称は「僕」。アニメ版初期では「私」だったが、後に原作通り「僕」で統一されている。他の六年生たちと比べ、自ら戦う場面は少なく、得意武器は設定されていない。苗字の由来は尼崎市の善法寺から。
食満 留三郎（けま とめさぶろう）
声 - 鈴木千尋
演 - 長村航希→寺井竜哉（実写映画版第2作目）
六年は組の生徒。牡羊座、A型。用具委員会委員長、第51巻第3章 - 第52巻のみ作法委員会委員長。本名は第40巻で判明。原作では第22巻、アニメ版では第16期第12話初登場。第51巻裏表紙に登場。
初登場時にはドクタケ忍術教室の講師としてドクタケ城にスカウトされていた。その後、第40巻で再登場するまでに9年もの空白があったことから「9年目のプリンス」と呼ばれている。近年は「武闘派プリンス」とも呼ばれている。
好戦的で気が強く、熱い性格の武闘派。しかし後輩の面倒見は良く、さっぱりとした気性で同じ用具委員の平太の怖がりな性格を治すために作兵衛と協力した事もあった。似た者同士の文次郎とは喧嘩ばかりだが、窮地に陥った時は協力しあうこともある。アニメ版では原作よりも好戦的な面が一層強調されている。アニメ版登場期の第16期では視聴者に武具などの解説をする場面も多く見られた。
3人兄弟の末っ子で、少し年の離れた兄が2人いる。口癖の「勝負だー！」は、元々は兄に追い付けない悔しさを力に変えるためのおまじないの様なもの。
伊作と同室のためか、巻き込まれる形で不運に見舞われることが多く、最近では不運そのものが移っているとまで言われている。自分を犠牲にしてまで他人を助ける優しさを持つ。また、伊作が夜中に突然臭いの強い薬草を煎じ出したり木造彫りなどの内職をしたりすることには手を焼いているが、伊作が不運で自身を巻き込んでいることを気にしたり、謝ってきた時には「同室じゃないか」と慰めたり、同室のよしみでアルバイトを手伝うこともあるなど、なんだかんだ言って友情には厚い。アニメの「同室シリーズ」では名言を多々生み出している。
得意武器は鉄双節棍。一人称は「俺」、目上の人に対しては「私」。苗字は尼崎市の食満、名前は甲賀忍者・滝留三郎が由来。

## くの一教室
くの一教室（原作初期、アニメ第15期までは「くノ一」と表記）は、忍術学園に存在する女子専用の教室。原則として男子と別に授業を行い、許可なく男子生徒を招き入れると罰則がある。原作では名前のある生徒が6人確認され、アニメ版では12人在籍。学園のイベントでは救護、実況などのサポート役を務めることが多い。
アニメ版初期は（特にユキ・トモミ・シゲの3人組が）実質ヒロイン的なポジションだったが、その後出番がやや減少し、上述の学園行事におけるサポート役などおおむね原作に沿った役割を果たすことが多くなった。年齢はシゲ以外のアニメオリジナルキャラクターを除き全員11歳で二年生と同い年。
制服は原作では花模様の長袖、アニメ版では渦巻模様の袖なしの着物の下に黒い半袖のアンダーウェアを着ている。しかし、シゲだけは長袖の着物を着ており、袖を少しまくっている。生地の色は原作では薄いピンクで、アニメ版では濃いピンクになっている。寝巻きの色は薄いピンク色で、帯が濃いピンク色となっている。また、私服の時は髪をおろしている生徒が多い。
ユキ
声 - 國府田マリ子（第1期、第9期 - 、映画版第2作）、丹下桜（第2期 - 第8期、映画版第1作）
演 - 岩本千波
山羊座、B型。須磨出身。
原作では第1巻、アニメ版では第1期第1話Bパートで初登場。第28巻背表紙に登場。
大金持ちの令嬢で、行儀見習いのために忍術学園に入学。原作ではクールな性格だが、アニメ版では明るく活発で女の子らしい性格に描かれている。トモミと仲が良く、アニメ版ではシゲも交えて3人一緒に行動していて、3人組のリーダー的存在となっている。イタズラ好きで、乱太郎たちをからかうのが趣味。原作・アニメ版共にパーマがかったポニーテール。髪の色は原作では茶髪、アニメ版ではオレンジ色。乱太郎から「ゴリラ」呼ばわりされるのが大嫌いで、からかわれると激怒するほか、本気で怒った時はトモミやシゲでさえも恐れおののく。アニメ版では女の子らしくおしゃれ好きで、占い知識も豊富である。原作ではよく毒入り料理を作っている一方で、アニメ版では料理が苦手な描写が多く、第29期第60話「ユキちゃんの居残りの段」では授業で作った兵糧丸が不味かったため再テストとなっている。また、アニメ版初期は目が小さかったが途中から目が大きくなった。第8期第35話「上手な変装の段」、第17期第80話「カメ子と王子様の段」（現在欠番）、第24期第49話「男子の小物の段」、第30期第62話「変装の練習の段」で男装し、それぞれ「冬ノ介」、「幸雄」、「ユキ之助」と名乗っている。
基本的な能力は高めだが、第25期第41話「魔の廊下の段」では、綾部喜八郎の作った落とし穴に気付かず落ちてしまうなど、抜けている部分もある。
トモミ
声 - 江森浩子
演 - 紅甘
牡羊座、B型。
原作、アニメ共にユキと同時期に初登場。第39巻背表紙に登場。
敵の包囲網を一人で突破できるほどの空手の達人。より強い女になるために忍術学園に入学した。気立てが優しく料理も上手。ただしアニメ版では料理と掃除を苦手とする描写がある。ユキと仲が良く、アニメ版ではシゲも交えて3人一緒に行動している。戸部に憧れている。アニメ版では原作よりユキとの差別化が進み、実家が農家でくの一教室の学級委員長という設定になっている。原作では黒髪の鬢削ぎに吊り目。アニメでは青い髪に丸い目。2011年にアニメ公式サイトで行われた人気投票「初春の陣」では忍術学園グループ第4位。
ユキと同様、第10期までは乱太郎たちに対しては君付けと呼び捨てが混在していた時もあったが、現在は呼び捨てで統一されている。また、くの一で唯一両親が登場している。第24期第49話「男子の小物の段」、第30期第62話「変装の練習の段」で男装し、「トモミ佐ヱ門」と名乗っている。
第28期第13話「大切な小箱の段」では、ユキが大切にしていた小箱を誤って壊してしまったため、乱太郎たちを通じて兵太夫に箱を直してもらう。その後ユキに直接謝罪したことで一度は許してもらったものの、箱がびっくり箱になっていたことを知ったユキに一転して大激怒された挙句、追い掛け回される羽目になった。
大川 シゲ（おおかわ シゲ）
声 - むたあきこ
アニメオリジナルキャラクター。獅子座、B型。ユキ、トモミと共に第1期第1話Bパートで初登場。通称おシゲちゃん。
学園長の孫娘。少々わがままな面もあるが、基本的にはユキやトモミよりおしとやかでおっとりした性格。こげ茶色の髪でつぶらな瞳であり、しんベヱやドクタケ忍者教室の山ぶ鬼と同様にぽっちゃりした小柄な体型。その体型とは裏腹に非常に身軽で俊敏である。ユキ、トモミと仲が良く、二人の諍いの仲裁役になることもしばしばある。また山ぶ鬼とも仲が良い。しんべヱとは相思相愛の仲で、常に彼の鼻をかんであげるためのハンカチを携帯しており、彼のことを「しんべヱ様」と呼び、しんべヱからは「おシゲちゃん」と呼ばれている。舌足らずなお嬢様風の言葉遣いで喋る。くの一教室の生徒の中で唯一苗字が判明している。初期は語尾に「〜だわさ」とつけていたこともあったり、目にハイライトが描かれていない時もあったが、途中からハイライトがつくようになった。第24期第49話「男子の小物の段」、第30期第62話「変装の練習の段」で男装し、「シゲべヱ」と名乗っている。
第22期第34話「乙女の気持ちの段」では、ユキとトモミが寝ている中、テストに備えて勉強していたが、それが原因で寝不足となり、ユキとトモミの目の前で倒れてしまった。
長屋では、ユキ、トモミと同室の三人部屋。また、第2期での三人の寝巻きは乱太郎達とは別物になっていたが、第22期以降は上記の薄いピンクの寝巻きになった。
そうこ
声 - 鈴木富子（第2期）→渡辺久美子（第12期）→吉田小南美（第15期 - ）
蠍座、B型。当初はアニメオリジナルキャラクターだったが、後に原作にも登場。原作では第31巻、アニメ版ではユキ、トモミ、シゲと同様に第1期第1話Bパートで初登場。
原作では黒髪に吊り目に長い睫毛、アニメ版では青緑色の髪に丸い目をしている。原作とアニメ版初期は紙紐で、現在のアニメ版ではトモミと同じ髪飾りを使用している。ユキとトモミより背が低い。借り物競争のくの一教室代表で結果は四位。
原作ではユキ、トモミの次に出番が多く、アニメ第16期では脇役としても多く登場し、さらに第16期第53話「ソウコは大食いの段」にて初めて主役を務め、しんべヱと互角に戦えるほどの大食いという設定が付加された。
第16期第56話「好きなものを食べるの段」でもしんベヱ同様に食べる事が大好きな一面が強調されており、食堂のおばちゃんに食べたいものを聞かれた際には様々な料理をあげ、最終的にバイキングスタイルを提案していた。
第25期第58話「くの一教室のピクニックの段」では、ユキに森の中で遊んでみないかと提案している。
しおり
声 - 松井摩味（第1期）→渡辺久美子（第2期）→佐藤智恵（第12期）→桃森すもも（第15期 - 第24期）→吉田小百合（第25期）
天秤座、O型。当初はアニメオリジナルキャラクターだったが、後に原作にも登場。原作では第22巻、アニメ版ではそうこと同時期に初登場。
原作とアニメ初期は共に黒髪で、現在は紫がかった黒髪となっている。前髪を分けて横に垂らしており、結い目は他の生徒と違って跳ねている。髷の毛先は、原作とアニメ版初期、劇場版2作目ではギザギザで、現在のアニメ版では整っている。背の高さはユキとトモミと同じ。
原作では控えめな性格で、ユキ、トモミの暴挙にツッコミを入れることが多い。対しアニメ版では第12期第77話「ユキ走るの段」でトモミ、シゲと共に縛り上げられた事に文句を言うきり丸に怒る一面が見られた。原作31巻での彼女の登場場面は、アニメ化の際にシゲに代えられている。
アニメ第4期後期エンディング「にんにん忍たま音頭」で主要キャラクターたちと一緒に踊っている。
みか
声 - 松井摩味（第2期）→若菜ようこ（第12期）→瀬那歩美（第15期 - ）
蟹座、B型。当初はアニメオリジナルキャラクターだったが、後に原作にも登場。原作、アニメ共にそうこと同時期に初登場。
丸顔に丸い目が特徴であり、原作では黒髪で髷を結っているが、アニメ版では短めの茶髪で髷を結っておらず、おろしている。シゲの次に背が低い。
第15期第45話「火矢奪回作戦の段」では、シゲの居所を尋ねてきた乱太郎たちに、シゲは買い物に行ったと答えていた。
あやか
声 - 佐藤智恵（第1期、第2期）→三石琴乃（第10期）→樹元オリエ（第15期 - ）、桃森すもも（代役  ）
双子座、AB型。当初はアニメオリジナルキャラクターだったが、後に原作にも登場。原作、アニメ共にそうこ、みかと同時期に初登場。
面長で、円らな目が特徴。後ろ髪はパーマで、原作での髪色は不明だが、アニメ版での髪色は赤茶色。くの一教室の生徒の中で1番背が高い。
原作では、くの一教室の敷地内に男子生徒である三木ヱ門を入れていいのかとトモミに尋ねている。そうこと一緒に登場する事が多い。
第25期第58話「くの一教室のピクニックの段」では、たくさん体を動かしたことで腕に筋肉がたくさん付いたと喜んでいた。
第33期22話「鍛錬の約束の段」では、次の日にトモミと鍛錬する予定のユキと話しており、そうこと一緒にユキの実技の弱点を教えていた。

しおりとみかの名前は、原作・アニメ第25期では平仮名、アニメ第1期から第24期まではカタカナ表記であり、そうことあやかも前者と同様の表記だが、33期ではカタカナで表記されている。
そうこは第16期第53話「ソウコは大食いの段」、しおり、みか、あやかは第22期第30話「行列ができちゃダメの段」で初めて自己紹介シーンが描かれている。
ナオミ
声 - 石川寛美（第10期 - 第12期）→野中藍（第15期 - ）
アニメオリジナルキャラクター。シゲと同時期に初登場。
三白眼とそばかすが特徴。暗い緑色の髪で毛先が丸い。ユキ、そうこより背が高い。
第10期第23話「ふくしゅう？の段」で台詞が与えられた。
第15期第45話「火矢奪回作戦の段」で服を燃やされたトモミに、犯人への報復は3倍返しにしようと提案している。
亜子（あっこ）
アニメオリジナルキャラクター。第1期第14話Bパートで初登場。
モデルは第4巻の238ページ2コマ目、右から2人目の人物。目はタレ目でウェーブがかかった茶髪で花の髪飾りを付けている。ナオミよりやや背が低い。
第25期第57話「山本シナ先生の元気の段」では、ナオミと一緒に社会活動をしていた。
猪々子（いいこ）
アニメオリジナルキャラクター。亜子と同時期に初登場。
モデルは第4巻の238ページ2コマ目、右から3人目の人物。緑色の髪で、ユキ、シゲと同じリボンを付けている。亜子と恵々子より背が高い。
第22期第41話「気配を消しての段」では、隠行の術の授業で木の葉の中に隠れていた。
卯子（うっこ）
声 - 高橋和代（第12期）→まるたまり（第16期 - ）
アニメオリジナルキャラクター。亜子、猪々子と同時期に初登場。
モデルは初期のトモミ。髷は短めで茶髪であり、トモミと同じ髪飾りを使用している。三白眼と二重が特徴。みかの次に背が低い。
第12期第77話「ユキ走るの段」で台詞が与えられた。
第16期第32話「対決！学園長対土井先生の段」では、土井にあしらわれる学園長を可哀想と哀れんでいた。
恵々子（ええこ）
声 - 小林優子（第16期）
アニメオリジナルキャラクター。亜子、猪々子、卯子と同時期に初登場。
アニメ初期はぱっちりした目であり、回によっては茶髪だった時もあったが、現在は円らな目に青髪で固定されている。ウェーブがかかった髪を結ばずにおろしている。背の高さはユキ、トモミと同じ。
第16期第32話「対決！学園長対土井先生の段」で台詞が与えられた。上記の回で、土井は意地悪ではないかと卯子と話している。
ナオミ、亜子、猪々子、卯子、恵々子はシゲ同様アニメオリジナルキャラクター。
シゲとは違い、年齢、星座、血液型は2024年現在不明となっている。

## 教職員
教師の忍装束の色は（老婆の山本シナを除く）全員原作では黒、アニメ版では紺色。
大川 平次 渦正（おおかわ へいじ うずまさ）
声 - 辻村真人（第1期 - 第20期、映画版第1作・第2作）→ 浦山迅（第20期SP番組 - 、映画版第3作）、中嶋聡彦（青年期・第1期）、飛田展男（青年期・第2期 - ）
演 - 平幹二朗 → 芦屋小雁（実写映画第2作目）
第1巻から登場、第31巻裏表紙に登場。サラサラストレートヘアーランキング第7位。忍術学園の学園長で創立者。通称「学園長先生」。年齢は少なくとも70歳以上。70歳頃から数えるのをやめてしまった。獅子座、血液型不明、奈良葛城山出身。学級委員長委員会の顧問。
若い頃は天才忍者と謳われ、現在は隠遁の身。我侭でいい加減で気楽な老人だが、年長者らしい計り知れない知恵と思惑をうかがわせる場面もある。自己顕示欲が強く突然の思いつきでイベントを開催してはたびたび学園を混乱に陥れるため人気も人望も無いが、突発的な事態に冷静に対応する訓練として行っているらしい。賞品は大抵本人のブロマイドやフィギュアであるため、価値を見いだすことができず生徒のやる気にはつながらない。だが、その思いつきの中にも学園や生徒、教職員のことを考えたものも少なくなく、全く無意味なものばかりではない。
人の歩く足音が苦手であり、この事で忍術学園全体が振り回されたことがあった。
忍者界に広いネットワークを持つため、暗殺者に命を狙われることも多い。「忍者はガッツじゃ!」がモットー。
アニメ版に比べて原作ではだいぶ髪が長い。アニメ版ではヘムヘムという飼い犬（忍犬）とシゲという孫娘がいる。若い頃はくの一にモテていた。二人のガールフレンド、楓と如月がいる。名前の由来は大川橋蔵＋銭形平次＋京都映画村のある太秦から。
山田 伝蔵（やまだ でんぞう）
声 - 大塚周夫（第1期 - 第23期第21話、映画版第1作・第2作）→大塚明夫（第23期第26話 - 、映画版第3作）、東地宏樹（40歳の頃）
演 - 寺島進 → 螢雪次朗（実写映画2作目）
一年は組の実技担当教師。46歳、蟹座、A型、氷ノ山出身。166cm。
第1巻から登場。第22巻背表紙、第60巻裏表紙に登場。サラサラストレートヘアーランキング第4位（伝子が受賞）。授業は厳しいが気は優しい父のような先生。火縄銃の名手であり、照星からも頼りにされるほどの実力者。印字打ち（石合戦）の達人でもある。若い頃は戦忍をしていた。元・くの一の美人な妻と現役忍者の息子・利吉がおり、家は秘境と呼ばれる山奥にある。単身赴任歴10年。は組の補習・追試のせいで家に帰れず、利吉も家にいないために女手一つで留守を預かっている妻はおかんむりだが、基本的には仲睦まじい。第17巻(番外編)にて自宅が初めて登場する。外壁沿いの道は直角に曲げてあり、外敵の襲撃の際に直進できないように造られている。玄関付近には来客を引っ掻く獰猛な猫もいる。
顔が面長である事を頻繁に指摘されており、逆さかまぼこ型の目付きは息子の利吉へと遺伝している。学園長の我儘ぶりや突然の思いつきを唯一の苦手としている。
忍者としても教師としても優れているが、変装する時は特に好んで女装する癖があり、女装中は「山田 伝子（やまだ でんこ）」と名乗り、乱太郎たちの姉や母（もしくは土井の妻）になりきる。その風体は怪しく不気味で、大抵の人間は驚くか逃げ出すかし、息子の利吉すら「女装した父と一緒に仕事はしたくない」と発言するほどであるが、なぜかそれなりに通用する。本人曰く女装は「読者（アニメ版では視聴者）サービス」であり、最も得意とする忍術でもある。自分の女装姿に絶対の自信を持っており、馬鹿にされると相手が誰だろうと激怒する。時折スネ毛を剃り忘れることがあり、それが敵が変装した偽物と本物とを見分ける鍵となることもある。口髭・顎髭は女装時に剃っているが、化粧を落として元の服装に戻ると生えている場面も有る。ドクタケ忍者隊首領の稗田八方斎と女装対決をしたこともある。怒ると時々歯がギザギザになる（土井も同様）。
一人称は「私」、まれに「わし」、女装時は「アタシ」。教師同士で会話する際は敬語を使う。一方で土井に対しては稀に「半助」と呼び、砕けた話し方をする場合が多い。
豆腐が大好物であり、逆にパセリが苦手。第2巻では「はるかぜ号」という自転車を所持していた。原作者が一番好きなキャラクターでもある。
土井 半助（どい はんすけ）
声 - 関俊彦、野島健児（19歳の頃）
演 - 三浦貴大 → 内博貴（実写映画版第2作目）
第1巻から登場。第23巻背表紙、第58・60巻裏表紙に登場。一年は組の教科担当教師、火薬委員会の顧問。25歳、射手座、O型、瀬戸内の福原（神戸市）出身。175cm。
独身。火薬や兵法に詳しいが、自分で火矢を作る際によく火薬の調合を間違えている。公式キャラクターブックによると「手裏剣投げには自信が無い」がチョーク投げは百発百中の腕前。出席簿や黒板消しやチョークといった文房具を武器として良く使うが、稀に苦無や刀を振るうこともある。神経性胃炎が悩みの種。
は組の出来の悪さに頭を抱えている（学園長の突然の思いつきのせいで授業が遅れている）が、は組を馬鹿にされると本気で怒るなど大切に思っており、い組の教師・安藤とは犬猿の仲（普通に会話をすることはある）。タソガレドキ忍者・諸泉尊奈門に一方的にライバル視され困惑している。意味不明な文章を解読したり、生徒たちが同時に喋った言葉を聞き分ける特技を持つ。
休暇中は町長屋で一人暮らしをしていたが、きり丸が居候するようになってからは彼が引き受けて捌き切れない大量のアルバイトを手伝わされている。なかなか家に帰れないため近所付き合いが悪く、借家を引き払ったと大家から勝手に勘違いされる事が度々ある。
作者と同じく練り物が大の苦手だが、食堂のおばちゃんがいる際は仕方なく食べている。
洗う暇と替えの着物がないため、原作では私服が常に薄汚れている。髪は枝毛があるほどに痛んでおり、髪結いであるタカ丸や第7巻に登場したおちやないのオババからは「髪の手入れが悪すぎる」と怒られて髪の毛を引きちぎられている。
苗字の由来は作者の知人から。原作第50巻において元々は福原地方の権力者の家の生まれで子供時代に家が襲撃されて全てを失ったことが判明した。過去のモデルは法然上人と設定されている。その後、仏門に入り、忍術や兵法を学んだとされる。山田利吉が12歳の時、忍務に失敗した所を家族旅行中の山田一家に助けてもらったことがきっかけで教師となった。山田一家に会う前までは抜け忍だった。忍術学園の教師として務め始めた頃は学園の先生からは「若い人」と呼ばれていた。「半助」という名前は本名ではなく、忍術学園に務め始めた頃に周りの先生から「いつまでも若い人と呼ぶ理由にもいかないから名前を教えてほしい」と言われた際に、抜け忍であることを理由に本名を名乗ることができず、まだ教師として半人前だったことから「半助」と山田先生から名付けられた。のちに作者がDVDのブックレットで、その時の土井半助は実は抜け忍として追われていたことを明かしている。利吉からは兄のように慕われている。
2011年にアニメ公式サイトで行われた人気投票「初春の陣」では忍術学園グループおよび総合順位で第1位を獲得し、7月18日に「土井先生ときり丸の段」が放送された。その中で自分の半生がきり丸と似ていると匂わせる発言をした。
一人称は「私」。アニメ版初期では「俺」と言うこともあったが、後に「私」で統一されている。また、初期の頃は生徒を叱る時に声が裏返ったような甲高い声になるシーンが多かった。生徒や教師からは「土井先生」と呼ばれているが、山田からは「半助」と呼ばれることもある。
なお、彼がいない場で忍術やそれ以外の難しい言葉が出てきた時は画面が切り替わり、「○○とは！」と解説する役割も担当しており、その時に専用BGMが流れる。
山本 シナ（やまもと シナ）
声 - 小林優子、勝生真沙子（映画第1作）
演 - 中村玉緒（老）、杏（若）
第1巻から登場、第29巻背表紙・裏表紙に登場。くの一教室の担任。年齢不詳、乙女座、O型。出雲国出身。
変装の名人。歳若く快活だが怒ると怖い美女と、動作や話し方が非常に緩やかで優しい老婆という正反対の姿を持ち、本当の姿は誰も知らないと言われる謎めいた女性。変装の際は見た目のみならず性格や価値観まで変わるが、一方で口紅の色だけは変えていない。アニメ版ではゴキブリ（に見えるシミ）に驚いて老婆の姿から一瞬若い姿になったことがある。また、変装の別パターンとして、仮面の忍者・磯辺マキ（ベースは美女の姿）や代理の男性教師・大熊権佐ェ門(声 - 飛田展男)がある（いずれもアニメオリジナル）。実技・教科の両方を受け持ち、若いシナは乗馬・ハンググライダーが得意。原作での初登場時は黒髪を日本髪風に結い上げていたが、後にアニメ版同様に茶色のショートヘアとなる。老婆のシナは白髪に髪をシニヨンにしており、ハート柄の着物を着ている。2011年にアニメ公式サイトで行われた人気投票「初春の陣」では忍術学園グループ第5位。アニメ版では乱太郎・きり丸・しんべヱの隠れた実力を見抜いている節があり、教え子のユキ・トモミ・シゲに彼らを尾行する宿題を出したことがある。アニメ初期は両耳にピアスを付けていた。
戸部 新左ヱ門（とべ しんざえもん）
声 - 掛川裕彦
演 - 山本耕史
第1巻から登場。第24巻背表紙、第30巻裏表紙に登場。忍術学園の剣術師範。35歳、蠍座、AB型、駿河国出身、独身。
剣術の天才だが空腹時には力が出せなくなり、刀さえ持てなくなる。長期休暇中は自宅で金吾を預かっているが、動くものを見ると見境無く刀を振り回す危険な癖のせいで度々借家を追い出されている。若い頃は修行の旅に明け暮れており、その道中で対戦した剣豪が学園破りに訪れることもあるが、本人は戦った剣豪を覚えていない。自称剣豪の花房牧之介に勝手に宿命のライバルとされ、しつこく付きまとわれて迷惑している。
登場時に入る「ゆらり」という効果音はアニメ版では口癖。眉間に月型の刀傷（向こう傷）があるが、アニメ版では踏み台にした岩に頭をぶつけて出来たものとされている。目つきが鋭いのは相手に気配を読まれないようにするため。一人称は「私」。名前の由来は作者の知人の先祖で、実在した武将戸部新左衛門政直から。
安藤 夏之丞（あんどう なつのじょう）
声 - 徳丸完（第1期 - 第18期第69話）→ 小形満（第18期第83話 - 、映画版第3作）
第7巻から登場。第34巻背表紙、第61巻裏表紙に登場。一年い組の教科担当教師、会計委員会の顧問。46歳、蟹座、B型。
脂ぎったテカテカの顔が特徴。寒い親父ギャグや駄洒落を連発するのが趣味。嫌味な性格でい組の優秀さを鼻にかけ他のクラスを馬鹿にするため、は組の担任教師土井とは犬猿の仲で、は組の生徒からも嫌われている。しかし、い組の生徒たちのことは大切に思っており、また時には生徒のために自ら嫌われ役を買って出たり、守一郎に忍術学園への入学を勧めるなど優しい一面を覗かせることもある。は組を馬鹿にする一方、豊富な実戦経験に対して対抗意識を燃やしているが、逆に彼らの団結力を羨ましがっているところもある。自信家である反面、非常に打たれ弱く、窮地に立たされると弱音を吐いてしまう。
洞察力に優れた一面を持ち、第25シリーズ第41回「魔の廊下の段」では、忍たま長屋の喜三太と金吾の部屋で、三郎が変装させたニセの乱太郎、きり丸、しんべヱを五年生の誰による変装であるか瞬時に見抜いている。また、押し入れの中に本物の乱太郎、きり丸、しんべヱがいることも見抜いた。
そっくりな顔の娘がおり、親子仲は良い。原作では丸っこい体型だが、アニメ版では長身。名前の由来はあんドーナツ。アニメ版初期は二年生の担任だった他、第2期第49話では、四年い組の実技の授業（生徒の中に滝夜叉丸がいる）を行っている描写がある。生徒に対しても敬語で話すことが多いが、場合によっては話さないこともある。
厚着 太逸（あつぎ たいつ）
声 - 中博史（第1期）→中嶋聡彦（第7期 - 第25期、映画第2作）→小川一樹（第27期 - ）
一年い組の実技担当教師兼体育委員会の顧問。41歳、山羊座、O型。
第7巻から登場。第37巻背表紙、第61巻裏表紙に登場。渋さが漂う熱血教師。安藤とは対照的に素直に一年は組の実力を認めている。非常に厳格で、生徒に対して「朝まで運動場100周寝ないで走れ!」などの無理難題を押し付けることもあり、また生徒や他人には勿論自分にも厳しく、い組の生徒の実戦不足は自分の教育不足だと悩み頭を抱えることが多い。アニメ版では山田とコンビを組むことが多い。名前の由来はアツギのタイツ。安藤と同じくアニメ版初期は二年生の担任だった。
アニメ版では第1期第22話初登場。
斜堂 影麿（しゃどう かげまろ）
声 - 鈴木清信、高木渉（代役）
第14巻から登場。第25巻背表紙、第62巻裏表紙に登場。一年ろ組の教科担当教師、作法委員会の顧問。29歳、天秤座、A型。アニメ版では第2期第34話から登場。
人はおろか、本物の幽霊も驚き、逃げるほどの不気味な雰囲気を漂わせる暗い人物。初登場では同じ教師の土井も存在を思い出せなかったほど印象が薄い。登場する際は背後に人魂を背負っている。自分でも暗さを気にしているようで、何度か明るい性格になろうと試みた事もあるが結局は元の性格に戻っている。また、極度に疲れてストレスを感じたり病気で伏せたりしたときはとんでもなく明るくなる。神経質で極度の潔癖症。常に消毒薬を持ち歩き、忍たま長屋の廊下はつま先で歩いている。チョークを素手で持てず、鼠・牛の糞を火薬の原料として使うことを「バッチイ」という理由で生徒に教えていないなど困ったところもあるが、忍者としての実力はある。普段大人しい分怒ると非常に恐い。不運な人生を送り、占い師曰く先が長くないらしい。アニメ版では日陰ぼっこが趣味だが、日向は眩しいので苦手としている。しかし、第30期『斜堂先生の秘密 の段』では 「年に1度」に必ず 大の苦手な日光浴をしないと 心にコケが生えてより暗くかつ不気味になってしまうため、光に耐えて天日干ししないと後で快適な日陰ぼっこが出来ない事が判明した。この時は、いつになく満面の笑顔を浮かべながら「サンシャイ～ン！」と大声で叫ぶため、こっそり見ていた乱太郎達は 驚きを隠せなかった。なお、ろ組の生徒達は 全員 その事を知っており、ろ組の生徒達も同じく年に1度 天日干しすると明るい性格になる事が判明した。
教師のみならず生徒にも敬語で話す。名前の由来は「影」と、それを英語にした「shadow」。なお、アニメ版初登場時は二年ろ組の担任だった。
日向 墨男（ひなた ぼくお）
声 - 中嶋聡彦（第5期 - 第25期、映画版第2作）→ 四宮豪（第25期SP番組 - ）、掛川裕彦（代役）
一年ろ組の実技担当教師兼体育委員会の顧問。38歳、双子座、O型。原作では第20巻、アニメ版では第5期第21話初登場。第62巻裏表紙に登場。
元戦忍。斜堂とは対照的に明朗快活な性格。血色が良く、尻に鎌が刺さっても笑っている。しかし、天気の悪い日が続くと元気がなくなり、とたんに暗くなってしまう。一年ろ組の生徒の暗い性格を気にして授業の始めに明るく元気になれる体操をしており、それなりに効果が出ているようである。カールした眉毛と分厚い唇が特徴。昼の散歩と日向ぼっこが趣味。名前の由来も「日向ぼっこ」から。
松千代 万（まつちよ よろず）
声 - 荒川太朗（第7期 - 第20期、映画版第2作）→広瀬正志（第21期 - 第23期）→柳沢栄治（第25期 - 第32期）
二年い組の教科担当教師兼図書委員会の顧問。27歳、山羊座、O型。原作では第25巻、アニメ版では第7期初登場。第63巻裏表紙に登場。
髭が濃くモジャモジャ頭のいかつい外見とは裏腹に繊細な性格で、極端な恥ずかしがり屋。職員室から出ることもままならず、学園内では常に野村雄三の背後に隠れており、外出の際も体全体を布で隠して誰かの後ろにくっついて歩いている。しかし、いざという時には体を張って生徒を守る。泳ぎは苦手だが隠れるのは得意で、かなりの怪力を誇る。忍者になったきっかけは、忍者は夜に仕事することが多く、人に会うことはないと思ったから。野村曰く実はかなり優秀な忍者。一度乱太郎たちと野村に励まされ格好を付けた所好評で性格が一変し野村のようになった。名前の由来はマッチョマン。口癖は「恥ずかし〜!!」。うさぎの着ぐるみを着ると顔を隠せるため、堂々とした性格に変わる（第25期）。教師のみならず生徒にも敬語で話す。
野村 雄三（のむら ゆうぞう）
声 - 藤原啓治（第1期 - 第28期、映画版第2作）→ 露崎亘（第30期 - )
第3巻から登場、第33巻背表紙に登場。二年い組の実技担当教師。34歳、乙女座、AB型、伊賀国出身。アニメ版では第1期第43話Aパート初登場。第63巻裏表紙に登場。
四角い眼鏡を掛けたキザでスマートな先生。登場時はキラキラした背景を背負い格好を付ける。弁当の早食いが得意。ラッキョウとネギが大の苦手で、アニメ版ではラッキョウの臭いを嗅いだだけで気分が悪くなるほど。元忍術学園教師の大木は永遠のライバル。よく授業の邪魔をされるが、勝負を挑まれた時はボロボロになるまで戦っている。アニメ版初期は三角縁の眼鏡、厚い下唇という原作とかけ離れたキャラクターデザインであったが、第18期より原作通りに一新された。一度だけ松千代並に恥ずかしがり屋になった。
木下 鉄丸（きのした てつまる）
声 - 水鳥鐵夫（第1期 - 第18期第4話）→ 石井康嗣（第18期第82話 - 、映画版第2作）、間宮康弘（第29期第63話）
五年い組の実技担当教師兼生物委員会の顧問。39歳、牡羊座、O型。原作では第8巻、アニメ版では第1期第17話Bパート初登場。
非常に声が大きく、常に青筋を立てている。笑っていても顔は怖い迫力溢れる鬼教師だが、生徒全員が満点を取った時には、カンニングの賜物だと分かっていても、「教師に気付かれずにカンニングを成し遂げるまでに子供たちが成長した」ことに感涙するほど生徒思い。しかし、普段は生徒に優しい顔を見せないように常に気を配っている。五年生が臨機応変に対応できないことから、不意打ちの問いをして、特訓させた。その結果、成長はしたが本人の趣旨とは違う方向だった。三郎曰く「下級生から甘えられると弱い」。名前の由来は作者の中学時代の体育教諭から。
小林（こばやし）
声 - 島香裕（第1期）→ 長嶝高士（第9期）
忍術学園教師。年齢、星座、血液型、担当学年先全て不明。1巻に登場。
穏やかな性格でいつも笑顔。第1巻以降は第21巻第221Pに1コマだけ再登場、その後、第31巻では学園関係者として紹介されている。アニメ版での名前は「山川」で、第1期第4話および第9期第60話に登場し、第1期では、生徒と同じ青い忍者装束を着ており、「上級生担当」と土井に言われていた。第9期第60話では、他の教師と同じ紺色の装束を着用し、また、顔のデザインが変更されており、6年生の実習の授業を担当していた。
ヘムヘム
声 - 松尾銀三（第1期 - 第9期、映画版第1作）→ 島田敏（第10期 - 、映画版第2作・第3作）、江森浩子（子犬時代）
原作の「ゼニの花は白い号」をモデルにしたアニメオリジナルキャラクター。
学園長の忍犬で、学園長とは喧嘩するほど仲がよい。主な仕事は鐘つきによる合図、学園内の掃除など。石頭でいつも半鐘を頭で鳴らしている（火災などの非常時には頭は使わず木槌で鳴らす）。人間のように立ち歩き（走る時は犬らしく四つん這いで走る）、「ヘムヘム」という鳴き声で人間と会話ができるなど犬離れしている。初期には焙烙火矢や追尾型の火矢の爆発を身を以て防いだりなど、犬とは思えない頑丈振りを発揮していたが、後に石頭を除きその設定はなくなった。子犬だった頃は普通に鳴いていたが、学園長から任務に支障をきたさないために目立たない鳴き方をするよう躾けられ、「ワン」と鳴けないようになった。話のオチや学園長が酷い目に遭った時にケンケンのような笑い方をする。戸部を勝手にライバル視する自称「兵法家」花房牧之介に弟子入りを志願されるが拒否している。
飼い主の学園長とは一緒に将棋を指したりなど仲は良いが、くだらない理由で喧嘩になる事も少なくなく、しばしば漫才のようなやり取りを見せる事がある。いつも食事を用意してあげているしんべヱや同じく雑務を任されている小松田秀作と仲が良い。
初期は、やや目つきが悪く意地悪で人に噛み付いたりなど凶暴な一面も見られたが、声優が島田に代わりキャラクターデザインが一新されると目つき・顔つきが全体的に柔らかくなり、人を襲う描写もなくなった。忍たま乱太郎のマスコット的存在で、オープニング・エンディングでの出番も多い。第11期から第12期まで冒頭でコントをやっていた。相方は主に学園長とごくまれに小松田。2011年にアニメ公式サイトで行われた人気投票「初春の陣」では忍術学園グループ第3位にランクインした。アニメ第1期では「学園一偉い人の像」として彼の銅像が建てられた。
食堂のおばちゃん
声 - 巴菁子
演 - 古田新太 → 一木美貴子（実写映画第2作目）
第2巻から登場、第26巻裏表紙に登場。忍術学園の厨房を預かる中年女性。本名・年齢・出身地不明。乙女座、A型。
忍術学園最強の女と称され、ほとんど1人で学園全員分の食材調達・調理・後片付けを行っている。また学園長でも唯一頭が上がらない人物である。気さくで包容力のある性格だが、怒ると物凄く怖い。「お残しは許しまへんでー!!」が口癖で（「いただきます」の音頭になっている）、相手が誰でどんな理由があろうと絶対に食べ残しを許さないが、生徒が何か悩み事があって箸が進まない場合は、激昂したりせずに親身になって生徒の相談に乗り、本人の食欲が少しでも湧くよう柔和な対応をとる事もある。
彼女が作る料理は学園の外でも評判が高く、ドクタケ城からもたびたびスカウトされ、色々な物を食べているしんべヱもおばちゃんの料理が一番と言っている。必殺技は「包丁の乱れ打ち」。時々里帰りをしている。原作ではそれほど出番は多くないが、アニメ版ではレギュラー。アニメ版では樋屋奇応丸の姉というオリジナル設定がある。
黒古毛 般蔵（くろこげ ぱんぞう）
声 - 笹岡繁蔵（第1期 - 第5期第43話）→ 大友龍三郎（第5期第92話 - ）、長嶝高士（第9期第35話）
第10巻から登場、アニメ版では第1期初登場。忍者食研究家。37歳、獅子座、B型。通称：黒コゲパン蔵先生。子どもの頃は「ぱんちゃん」と呼ばれていた。
食堂のおばちゃんが所用で長期に渡って外出する際、ピンチヒッターとして彼女の留守中に厨房を預かる中年の男性。忍者食とは名ばかりのゲテモノ料理ばかりを開発するため忍たまたちからは敬遠されている。しかし、使う調味料を間違えると美味になる。学生食堂の方針は「食えるだけでもありがたや、腹に入ればみな同じ」。サバイバル料理に詳しく、「鍋を使わずに卵を茹でる」「釜を使わずにご飯を炊く」などの難題を与え忍たまたちを教えている。
アニメ版では、一応自分の料理が不味いことは自覚しているためか、「ヘムヘムの餌の方が美味しい」と言われた際にそれを肯定している。暑い時はふんどし一丁で料理を作る。山小屋に居住しながら新しい料理の研究に励むも崖から転落してしまったり、絡繰屋敷の料理店を開店するも自分で仕掛けに嵌り遭難してしまった事も有る。
アニメ版の音楽を担当している作曲家、馬飼野康二のあるエピソードから生まれたキャラクター。
小松田 秀作（こまつだ しゅうさく）
声 - 山崎たくみ
演 - 白石隼也→ 前内孝文（実写映画版第2作目）
第19巻から登場。第27巻背表紙、第35巻裏表紙に登場。忍術学園の事務員。16歳、A型、魚座、164cm。アニメ版では第4期第82話初登場。
元は忍者を目指していたが、マイペースで天然ボケ、融通が利かないといった性格で、忍者の素質が無いため山田と学園長に勧められ、忍術学園の事務員になった。しかし、今でも忍者になる夢を諦めていない。アニメ版では城の忍者隊の採用試験を受ける描写がある。忍び装束を着用しており、色は紺色。基本的には穏和・誠実・明るく素直な性格で、職員や生徒たちからは好かれているが、十のうち九までを失敗する「へっぽこ事務員」で「マニュアル小僧」。
唯一まともにできる、入門表・出門表・外出届のサインを貰う仕事に執着し、サインをしないとどこまでも追いかけるため、「忍術学園のサイドワインダー」（アニメ版では「鬼の追跡者」）と呼ばれている。たとえ対象が動物であったり、相手の行き先が戦場であっても容赦はない。学園長曰く「サインをもらう名人」、魔界之小路曰く「最終兵器」。泳ぎが得意で海賊の素質があり、アニメ版では第三協栄丸にスカウトされている。斉藤タカ丸と同じ町内に住み、実家は京の扇子屋「小松田屋」。優作という兄がおり、店は彼が継いでいる。町の忍術教室に通っていたことがあり、そこで「忍術3級」を得た。名前の由来は「困った就職」からで「小松田」は実在する姓である。よく「こまった」などと間違われる。また、学園長とヘムヘムの冒頭コントにも登場しており、主に学園長やヘムヘムの被害に遭う役だった。一人称は「僕」。2011年にアニメ公式サイトで行われた人気投票「初春の陣」では忍術学園グループ第2位にランクインした。
吉野 作造（よしの さくぞう）
声 - 藤原啓治（第5期 - 第27期、映画版第2作）→ 佐藤せつじ（第30期 - ）
第13巻から登場、第35巻背表紙に登場。忍術学園の道具管理主任兼用具委員会の顧問。40歳、A型、水瓶座。アニメ版では第5期第21話初登場。
騙し絵のような不思議な顔をしている。小松田のフォローに手を焼かされているが、本心では情が移っている。「そんなこと言うのはこの口かー!!」と言いながら、言う事を聞かない生徒や小松田の口を引っ張って広げることが度々ある。教師のみならず生徒にも敬語で話す。名前の由来は同姓同名の政治学者・吉野作造から。
新野 洋一（にいの ひろかず）
声 - 塚田正昭（第1期 - 第19期）→長嶝高士（第20期 - ）、中村大樹（第2期第37話）、松尾銀三（代役）
第10巻から登場。第32巻裏表紙、第41巻背表紙に登場。忍術学園の校医兼保健委員会の顧問。45歳、魚座、AB型、京都生まれ。アニメ版では第1期第34話Bパートで初登場。
第18巻にて、専門は内科・小児科・レントゲン科の医師であると乱太郎が説明している。穏やかで優しい先生だが、時折腹黒い一面を覗かせることもある。「不運委員会」と呼ばれる保健委員会の顧問を務めているせいか、不運な出来事に巻き込まれることも有る。登場初期は髭は無かった。教師のみならず生徒にも敬語で話す。忍び装束は原作では黒、アニメ版では白。頭巾の額には十字のマークがついている。原作者のかかりつけ医がモデル。
事務員のおばちゃん
声 - 鈴木富子（第7期）→ 西川宏美（第16期）
第15巻から登場。忍術学園の事務員。本名不明、52歳、双子座、O型。
初登場において、「苦手をなくそう競技大会」の工作員として素顔で登場。忍術学園の重要な書類を管理しているため、学園の大事な秘密を沢山知っている。頻繁に起こる小松田のミスに迷惑しているが、第26巻で「一を聞いて一を失敗しないように努力はしている」と表現し、内心では彼の人間性を認めている。化粧が濃く、落とすとかなり印象が変わる。
第16期82話で登場した際は、おばちゃんが 学園の敷地内に住んでいる事が明かされたが、敷地の どこに住んでいるのかは誰も知らない事が判明しており、それが 「おばちゃんの秘密」だと土井先生がいう。
事務員のおじさん
忍術学園の事務員。本名、年齢、血液型全て不明。第9巻登場。
「は組」の名を賭けたテストに協力したが、審判・戸部のミスで活躍できず、その後も62巻を最後に一切登場していない。
大木 雅之助（おおき まさのすけ）
声 - 高木渉（第1期、第2期）→ 子安武人（第5期 - ）
第3巻から登場、第33巻裏表紙に登場。忍術学園元教師。33歳、牡牛座、A型。甲賀出身。アニメ版では第1期初登場。
手裏剣の名手。「どこんじょー」が口癖。性格は大胆、豪快、大雑把で人の話を聞かない。野村とは忍術学園勤務時代からの宿命のライバル関係。唯一弁当の早食いで勝てなかった事を妬み、忍術学園を辞めて杭瀬村で野村が苦手なラッキョウとネギの栽培を始めた。現在は杭瀬村ラッキョウ協同組合組合長を務めている。納豆、生卵が苦手（アニメでは一時期梅干しが苦手という設定だった）。髭剃りが下手。「ラビちゃん」という兎と、カエルみたいな名前だと言うと すぐに怒る「ケロちゃん」（声‐坂戸こまつな）というヤギを飼っている。八重歯と赤いハチマキが特徴だが、登場初期は巻いていない。絵本「らくだいにんじゃらんたろう」シリーズ（ポプラ社）では彼が一年は組の担任である。原作者の忍術師匠兼マネージャー・大木雅之助がモデル。2011年にアニメ公式サイトで行われた人気投票「初春の陣」ではその他グループ第4位にランクインした。
大間締 堅蔵（おおまじめ けんぞう、かたぞう〈アニメ版〉）
声 - 中村大樹
元一年は組の教育実習生。通称：教生。31歳、山羊座、A型。原作では第13巻、アニメ版では第1期初登場。
あがり性かつ大真面目なために苦労が絶えない。甲賀・伊賀・根来・風魔・楠など長年に渡って様々な流派の忍術を勉強していたため、結果として老けてしまい年齢は土井よりも年上。忍術の知識は豊富だが、整息術などの実技は下手であり何かを投げるコントロールも悪い。「皆んなを油断させるため」教師になる事を諦めたという噂をなぜか流しつつ、人馬の実技訓練を監修した。一年は組の授業を通して「がむしゃらにやれば良いという訳ではない」という点を学んだが、原作では忍者の先生になれたか不明。
アニメ版では無事正職員として忍術学園に迎えられた。第18期では教師を辞めて普通の忍者になっている。
突庵 望太（とつあん ぼうた）
声 - 桜井敏治（第10期 - 第27期、第31期 - ）、岡野友佑（第30期）、神奈延年（19期52話 - 54話）
学園長の友人の曾孫。元一年は組の教育実習生（結果は不合格）。20歳、射手座、A型。第30巻、アニメ版では第10期第28話初登場。
明るく朗らかな性格だが、おっちょこちょいで失敗が多い、通称「とっちゃんぼうや」。重い鎖帷子を無理して身に着けたり忍者食しか食べずに空腹で倒れるなど、形から入って失敗するタイプである。忍術学園を去った後は派遣忍者として働いている。第33巻ではドクタケ忍者隊で働いていたが、忍術学園および兵庫水軍に協力。第44巻ではキクラゲ城に勤めている。有名な忍者である曽祖父の威光に頼らないために「村名 琴頼（そんな ことより）」という偽名を使うなど、教育実習中よりもしっかりとした考えを持つようになり、真面目に働いている。元コーラス部。アニメではオリジナルストーリーで度々登場し、その際は北石照代とコンビを組むことが多い。ただし大抵、北石照代のピンチの際は見捨てて敗走してしまう。
北石 照代（きたいし てるよ）
声 - 茂呂田かおる
安藤の友人の娘。元一年い組の教育実習生（結果は不合格）。19歳、蠍座、B型。原作・アニメ版と共に突庵と同時期に初登場。
忍び装束の色はピンク。実戦経験豊富で優秀なくの一だが、思慮浅い部分がありどこかパッとしない。明るく陽気で正義感は強い方だが、忍者らしいドライな食わせ物としての一面も持つ。教育実習終了後はドクタケ忍者隊の派遣忍者として働いており、学園の敵に回った事がある。
アニメ版では原作以上にテンションが高く、一度裏切ったにもかかわらずよく忍術学園へ遊びに来ており、学園の生徒や職員に悩みを打ち明けることもある。髪の色は緑。サラサラストレートヘアーランキング第8位。名前の由来は「期待してるよ」で、乱太郎たちからは「期待してないよ」と呼ばれることが多い。
教生A
本名不明。元一年ろ組の教育実習生（結果は不合格）。第33巻登場。
名どころか存在さえも学園長に忘れ去られていた。事件の最中、図太く寝ていたせいで不合格になった。
出茂 鹿之介（でも しかのすけ）
声 - 檜山修之
事務員志望の就職浪人の青年。18歳、牡羊座、AB型。原作では第26巻、アニメ版では第8期第5話初登場。第43巻裏表紙に登場。
忍者としての実力はそこそこあるものの、プロ忍者よりも楽で安全な事務員への就職を考え、忍術学園の事務員になることを画策。自分勝手な性格が災いして、結果不採用に終わる。忍術学園の事務員である小松田から職を奪うことを度々計画し、彼を目の敵にしている。
学園関係者（特に一年は組と吉野作造）からはあまりいい目で見られていないばかりか、他の城へ「出茂鹿之介を雇うのはやめておけ」と言われる始末。金吾曰く、性格は「嫌味で高飛車で高慢ちきで意地悪」。通称「出茂鹿」。名前の由来はデモシカ社員と尼子氏の家臣・山中鹿之助から。

## 委員会
顧問は教職員が担当し、委員長は六年生が担当する。また、火薬・学級委員長委員会以外は二年生以上の生徒は各委員会に各学年一名ずつしか所属していない。

### 会計委員会
通称地獄の会計委員会（作者曰く、しし座のB型が委員メンバーに多い）。仕事は主に帳簿計算だが、委員長・文次郎の考えで委員たちは10キロの重さがある算盤を強制的に使用させられ、仕事のミスによるペナルティや息抜きの時間と称してランニングや匍匐前進に駆り出されている。これに対し「潮江先輩のいいところは自分も率先してるところ」「あれは自分が好き好んでやってるだけ」と評判もましまし。また、予算会議は各委員会が予算をもぎ取ろうと必死になるため、毎回激しい攻防戦が繰り広げられており、その様は委員長の文次郎が「予算会議と書いて合戦と読む」と言うほど。出番はあっても活躍は無いと言われている。委員長改選編であるストーリーでは、あみだくじにより善法寺伊作が選ばれている。
顧問
一年い組教科担当：安藤夏之丞
委員長
六年い組：潮江文次郎
委員
四年ろ組：田村三木ヱ門
三年ろ組：神崎左門
一年い組：任暁左吉
一年は組：加藤団蔵

### 作法委員会
通称、燃える戦国作法。首実検に必要なフィギュアなどの過激な物を取り扱うことから、度胸のある生徒でなければ勤まらないと言われている。首のフィギュアは元々用具委員会の管轄だったが、現委員長・仙蔵の発案で作法委員会の管轄に変わった。設定上、近年新設された委員会とされており、一年生は一年途中からの加入になっている。予算会議では生首のフィギュアを武器に使っている。委員長改選編であるストーリーでは、あみだくじにより食満留三郎が選ばれている。この時の留三郎の方針により一時的に「戦う作法委員会」を目指すとされた。
顧問
一年ろ組教科担当：斜堂影麿
委員長
六年い組：立花仙蔵
委員
四年い組：綾部喜八郎
三年は組：浦風藤内
一年い組：黒門伝七
一年は組：笹山兵太夫

### 図書委員会
仕事は図書室の管理、書庫の整理、虫食い文書の修補など。委員長・長次の独特の雰囲気から流れる委員と委員長の間の奇妙な空気は、「恐ろしい委員会だ」と一年生が怯えるほどである。「火器を持ち込まない」、「飲食禁止」、「手を洗うこと」といった3つの規則があり、長次は図書室での飲食と火器の持ち込みは決して許さない。委員の性格はバラバラだが、学年のバランスは一番とれている。予算会議では図書室の貸し出しカードを手裏剣のように投げて武器にしている。委員長改選編であるストーリーでは、あみだくじにより七松小平太が選ばれている。
顧問
二年い組教科担当：松千代万
委員長
六年ろ組：中在家長次
委員
五年ろ組：不破雷蔵
二年い組：能勢久作
一年ろ組：二ノ坪怪士丸
一年は組：摂津のきり丸

### 体育委員会
仕事は、実地訓練やマラソン・ランニングコースの現地調査やバレーなど球技大会や運動会の予行準備やトーナメント決めなどなど。委員長・小平太曰く、委員会の花形。野外訓練での長距離コースを往復で走らされるなど、他の委員会に比べて肉体労働が多い体力勝負の委員会。委員たちは人並み外れた体力の委員長について行くだけで精一杯だが、それでも他の忍たま達と比べるとそれらの影響からかかなりの体力があるとされている。小平太が学園の備品を多数破壊するため、それの修理にかかる費用や、あちこちに掘った塹壕を埋め戻すための費用も加算されるため、予算をバッサリ削られてしまうことが多い。委員長改選編であるストーリーでは、保健委員会と吸収合併し合い保健体育委員会として統合されあみだくじにより潮江文次郎が選ばれている。
顧問
一年い組実技担当：厚着太逸
一年ろ組実技担当：日向墨男
委員長
六年ろ組：七松小平太
委員
四年い組：平滝夜叉丸
三年ろ組：次屋三之助
二年は組：時友四郎兵衛
一年は組：皆本金吾

### 保健委員会
検便を集めるという仕事から誰も保健委員を買って出る者がいないため、「保健委員は不運な生徒がなる」という法則が生まれ、現役保健委員も不運な生徒が集まる不運委員会と呼ばれている。予算会議では使用済み検便容器のマッチ箱や鼻をかむのに使った汚い手拭い（アニメ版ではトイレットペーパー）などを武器に使っている。委員長改選編であるストーリーでは、体育委員会と吸収合併し合い保健体育委員会として統合されあみだくじにより潮江文次郎が選ばれている。
顧問
忍術学園校医：新野洋一
委員長
六年は組：善法寺伊作
委員
三年は組：三反田数馬
二年い組：川西左近
一年ろ組：鶴町伏木蔵
一年は組：猪名寺乱太郎

### 用具委員会
忍術学園の武器・武具・用具の全て管理・メンテナンスをしている。備品や学園内の修理も行っているが、予算が少ないためまともな修理ができないことがある。また、新しい道具を購入することができず、ボロボロになった道具を手入れしたり修理するなどして、なんとか賄っている。仕事の量が多いため、委員は各クラスから2名選ばれている。また、備品の管理以外に学園の壁の補修作業なども担当しているために、漆喰を紙鉄砲の要領で飛ばす「漆喰砲」を独自開発。予算会議用の武器に使っている。現在生物委員会に所属している一年は組の三治郎と虎若は、かつて用具委員に所属していた時期があった。ちなみに、学年順位上四年生の浜守一郎が2番目のポジションではあるが途中編入してきたため、三年生の富松作兵衛が引き続き留三郎の補佐をすることもある。委員長改選編であるストーリーでは、あみだくじにより中在家長次が選ばれている
顧問
忍術学園道具管理主任：吉野作造
委員長
六年は組：食満留三郎
委員
四年ろ組：浜守一郎
三年ろ組：富松作兵衛
一年ろ組：下坂部平太
一年は組：福富しんべヱ
一年は組：山村喜三太

### 生物委員会
忍術学園で多く飼われている毒を有する生物の世話を担当しているが、飼育している生物の半分は伊賀崎孫兵が個人的に飼っているペット（いわゆる私物化）であり、これらが度々脱走しては忍術学園内で大騒動を巻き起こしているため予算を半減させられている。原作では生物の世話の他、菜園の手入れも行っている。委員数は6人で全委員会の中では用具委員会と並び最も人数が多いが、毒虫の数が多く飼育しきれないのか、八左ヱ門曰く「人手が足りない」とのこと。六年生がおらず一年生が4人もいるため、平均年齢が11歳と全委員会で最も低い。委員長はキャラクター設定がされていないため不在。委員長改選編であるストーリーでは、あみだくじにより立花仙蔵が選ばれており、委員長代理の八左ヱ門は委員会所属に降格している。
顧問
五年い組実技担当：木下鉄丸
委員長代理
五年ろ組：竹谷八左ヱ門
委員
三年い組：伊賀崎孫兵
一年い組：上ノ島一平
一年ろ組：初島孫次郎
一年は組：夢前三治郎
一年は組：佐武虎若

### 火薬委員会
火薬の在庫確認以外に特に目立った仕事が無く「何してんだかわかんない。そんなことでいいんかい?」と言われている。しかし、火薬の調査研究をしたり、新しい火薬の実験の際に土井の助手として付き添うことがある。過去に火器を得意とする生徒が携帯していた火種が原因で煙硝倉が爆発する事故が起きたことがあり、そのため火器を得意とする生徒は火薬委員会には入れないという暗黙のルールがある。伊助曰く「まだキャラクターが足りていない」ため慢性的な人手不足。委員長はキャラクター設定がされていないため不在。
顧問
一年は組教科担当：土井半助
委員長代理
五年い組：久々知兵助
委員
四年は組：斉藤タカ丸
二年い組：池田三郎次
二年は組：羽丹羽石人
一年は組：二郭伊助

### 学級委員長委員会
各クラスの学級委員が集まっている。元々予算は組まれていなかったが、後に「打合せ雑費食事茶菓代（おやつ代）」が学園長によって勝手に計上されており、学園長が顧問だったこともあり、予算は特別扱いだったが他委員会からの文句により予算会議に参加することになった。尾浜勘右衛門は第19期から所属。勘右衛門は「学級委員長委員会」という委員会が存在していることを知らず、さらに庄左ヱ門も勘右衛門が学級委員だということをまったく知らなかった。これまで委員長代理が誰なのか明かされなかったが、第19期第68話で三郎が委員長代理であることが判明した。
顧問
学園長：大川平次渦正
委員長代理
五年ろ組：鉢屋三郎
委員
五年い組：尾浜勘右衛門
一年い組：今福彦四郎
一年は組：黒木庄左ヱ門